# 英皇書院
英皇書院是一家位於香港西半山般咸道的官立男子中學，為香港名校之一。般咸道的校舍以紅磚建成，屬愛德華時代新古典主義風格的英式學校建築，是香港現存歷史最悠久的官立中學校舍，目前除新翼外的整座英皇書院般咸道校舍已被香港古物古蹟辦事處評為法定古蹟。英皇書院為香港英文中學之一，教學語言為英語。
英皇書院自1926年創立初期已經發展為全港學生人數規模最大的官立學校。1923年開始築建的般咸道校舍，於1926年竣工。1927年2月至12月期間，校舍被英軍徵用作爲上海防衞隊的臨時宿舍和軍醫院。校舍在1928年3月5日正式開幕，啟鑰及開幕典禮由下任總督金文泰爵士主持，全面使用作辦學，並改用中央書院的八年學制，除了將西營盤官學堂的第八班至第四班遷入外，另增設第三班至第一班（相當於舊學制的高中至預科，或新學制的高中至大學一年級），並開始招生。民間以「新書院」逕稱之，以將其與當時位於上環、屬於同一辦學模式的皇仁書院作區別。英皇書院的前身為政府於1879年興辦的西營盤學校（Saiyingpun School）。西營盤學校的前身為1857年建校於西角的西角官學堂（West Point School）。
香港政府於1999年推行直接資助計劃，英皇書院同學會於2005年曾經倡議由官立中學改為直資中學。

## 校名釋義
英皇書院（King's College），中文可翻譯為「國王的學院」；惟書院由英國政府在香港英治時期成立，對校名的解釋應遵從英國文化體系，而非一般字面意義。在英式英語語境中，「國王的」（女性君主在位時稱「女王的」）一詞有「標準的」、「正確的」、「優良的」及「純正的」等意義，實為中文語境中「樞要」的意思，並非單獨賦予「從屬在位英國君主」之意，亦非以任何一位英國君主命名。而中譯校名「英皇」的題字人已不可考，一説由時任港督金文泰題寫校名。據傳，香港開埠以來的建築及街道，以「英皇」二字命名者，皆出自本地師爺的手筆，因易名年份（即1922年）在位英國君主—佐治五世，故名「英皇」。然而，幾乎所有在英治時期影響力大的報章，乃至官方文獻，皆無佐證。
而中譯「書院」一詞之濫觴，起自香港開埠之前在新界辦學的本地學塾，比如清道光元年（1821年）由鄧氏宗親倡建的錦田二帝書院、清康熙二十三年（1684年）創建的周王二公書院，都是供學子寄宿修業、文人學士講學授課的場地。書院與新界鄧氏亦甚有淵源，首任掌院莫理士二戰蒙難，幸得鄧公伯裘及鄧公煒堂（新界鄉議局發起人）兩位先生營救及擔保。現時英皇書院和二帝書院皆被列為法定古蹟，印證了香港在開埠前後的兩段教育史。

## 歷史
| 1857      | 頒布《皇家書館則例》 西角官學堂被提升為皇家書館                                                                                              |
| 1858–1861 | |
| 1862      | 史釗域引入英國文法學校八年學制 |
| 1863–1865 | |
| 1866      | 分成本地、客家兩部份 |
| 1867–1871 | |
| 1872      | 更名爲「西營盤官學堂」 |
| 1873–1878 | |
| 1879      | 遷往西營盤第三街35至41號 |
| 1880–1885 | |
| 1886      | 胡禮於中央書院引入劍橋本地考試 |
| 1887      | |
| 1888      | 牛津本地考試取替劍橋本地考試 |
| 1889–1890 | |
| 1891      | 遷往西營盤高街119號 |
| 1892–1904 | |
| 1905      | 6月16日，莫理士出任西營盤官學堂提調 |
| 1906–1912 | |
| 1913      | 香港大學舉辦首屆香港大學入學試 |
| 1914      | |
| 1915      | 香港大學入學試設置高級和初級考試 |
| 1916      | |
| 1917      | 10月24日，普樂倡議撥款興建西營盤官學堂新校舍                                                                                                 |
| 1918      | 10月18日，何理玉再度倡議興建新校舍 |
| 1919      | |
| 1920      | 港督司徒拔倡議成立英皇書院 選址般咸道63A號興建新校含 6月25日，港府刊憲與天主教會交換「內地段755號」地皮                                      |
| 1921      | |
| 1922      | 更名爲「英皇書院」 |
| 1923      | 舉行校舍奠基典禮 |
| 1924–1925 | |
| 1926      | 3月，般咸道校舍建成 9月，舊校全部級別遷至新校 設置高中三班 與皇仁書院設置共同的高中入學試                                                    |
| 1927      | 1月，於般咸道校舍開課 2月16日，英陸軍徵用校舍作軍醫院 12月，英軍歸還般咸道校舍                                                               |
| 1928      | 3月5日，舉行校舍揭幕典禮 |
| 1929–1934 | |
| 1935      | 香港大學舉辦首屆香港大學中學畢業會考 成立英皇書院同學會 出版首期校刊                                                                         |
| 1936      | |
| 1937      | 教育司署舉辦首屆香港中學畢業會考 |
| 1938–1940 | |
| 1941      | 12月，開展香港保衛戰 |
| 1942–1944 | |
| 1945      | 8月，二戰結束香港重光 10月，於堅尼地道臨時校舍復課                                                                                           |
| 1946      | 7月，教育司署重辦香港中學畢業會考 遷往荷李活道臨時校舍 設置社制                                                                              |
| 1947–1949 | |
| 1950      | 9月18日，於般咸道校舍一樓開辦英皇書院同學會小學 讓出部份校舍開辦羅富國師範學院附屬學校 讓出部份校舍開辦葛量洪教育學院 開展般咸道校舍擴展工程 |
| 1951      | 9月10日，書院復校 開始招收預科女生 設置香港首個學界口琴隊 讓出部份校舍開辦伊利沙伯中學 引入倫敦普通教育文憑考試                              |
| 1952–1953 | |
| 1954      | 戰後首批高六生畢業 首次頒授英皇書院「元首勳章」（Dux Medal） 校刊復刊                                                                        |
| 1955–1958 | |
| 1959      | 書院成爲香港首間全日制中學 |
| 1960–1972 | |
| 1973      | 設置六年級醫科班 |
| 1974      | 舉辦首屆香港中學會考 |
| 1975–1977 | |
| 1978      | 一年級擴班至五個班別 |
| 1979      | |
| 1980      | 香港考試局舉辦首屆香港高等程度會考 港府推行九年免費教育                                                                                      |
| 1981      | 舉辦首屆初中成績評核試 |
| 1982–1983 | |
| 1984      | 同學會召開大會提交中英協議意見書 |
| 1985–1991 | |
| 1992      | 選出首屆學生會 |
| 1993      | 成立家長教師會 |
| 1994–2004 | |
| 2005      | 同學會倡議轉制直資 成立學校管理委員會 |
| 2006–2010 | |
| 2011      | 一年級縮班至四個班別 |
| 2012      | 實行「334」學制 考評局舉辦首屆香港中學文憑考試                                                                                               |
| 2013      | |
| 2014      | 成立英皇書院教育基金 |
| 2015      | 開放校史館 |

### 西角官學堂（1857年至1879年）
自1842年香港開埠至1859年間，是香港殖民地教育的萌芽時期。1847年，港英政府成立教育委員會（教育委員會曾被解散，直到1920年4月，由時任香港總督司徒拔爵士重新設立；同時成立英皇書院），是為香港殖民地教育史的開端。同年12月，第二任香港總督戴維斯爵士獲得殖民地大臣格雷勳爵（Lord Grey, Secretary of State for War and the Colonies）批准，每月以十元補助維多利亞城、赤柱、香港仔的三所本地學塾；同時任命教育委員會監管，這三所學校實為政府在教育補助方面的試點。
直至1855年，政府將資助本地學塾改為「皇家書館」（Government School），由政府直接辦理，是為官立學校的開始。皇家書館通常是由比較開明的本地學塾所提升，才能得到政府資助。提調須接受新事物和以新學科教授學童。當時皇家書館有10所，西角官學堂（West Point School）是香港第二批皇家書館，於1857年被提升。羅傳列牧師（Rev. W. Lobscheid）在1857年受皇家書館委員會委任為皇家書館監督學院，向港府提交了一份視察報告。同年《皇家書館則例》（Rules and Regulations for Government Schools）頒布，由監督學院羅傳列牧師按聖公會歐德禮牧師（Rev. M. C. Odell）的草擬所制定，香港總督寶寧爵士批准。
1860年代，學校教育模式已初步成形，香港的學校主要由鄉鎮自辦的書館、政府資助的皇家書館和基督教及天主教會所辦的書院所組成。西角官學堂校址位於當時的西角，得到政府資金支持運作，列作皇家書館。往後皇家書館數目及學生人數逐年增加；在1866年已增至13所，共約400名學生。西角官學堂位處的西角一帶是香港最早開發的住宅區。自1841年，艦長卑路乍率領軍艦在水坑口登陸香港，建立英軍軍營，大量人口便聚居於此，是一個華洋雜處的社區。
西角官學堂於1866年分為兩部分，分別是爲本地部（Punti）及客家部。西角官學堂首任提調是李鏡州（Li King-chau），自1857年開始擔任提調一職，於1870年逝世。1870年李鏡州去世後，由 Lau Hiu Tung 和 Ip Cheung Shin 分別接任本地部及客家部提調。倫敦傳道會信徒車綸閣在創校時擔任學堂教習，後來獲羅傳列監督委任為提調。Chu Atuk 則於1859年獲委任爲英文老師，同時任教太平山學校。1878年，Chan Fong 獲委任為本地部提調。翌年，馮扶獲委任為本地部提調，在西角官學改為西營盤官學堂後，繼續擔任本地部提調一職。本地部在所有皇家書館之中，排列最有效率第二名。
西角官學堂初期只有男生就讀，1859年男生人數計有62名，分為四個班别。本地部及客家部分別在1868年及1872年才首次招收女生，在1876年至1878年間，女生人數逐年遞增。本地部總學生人數於1876年達到100人。1861年，該校就讀人數計有52人。上課時間爲上午6時至8時、上午9時至中午12時以及下午1時至4時半教習主要教授英語、中文基本書、經典書及地理，又提供中外經典給學生閲覽。根據1857年至1859年香港轅門報（現稱香港政府憲報）及香港政府藍皮書，西角官學堂學生人數計有約200名。1872年，西角官學堂改為西營盤官學堂（Saiyingpun School）。

### 西營盤官學堂（1879年至1926年）
西營盤官學堂（Saiyingpun School）於1879年遷至西營盤第三街35至41號，是當時香港教授中英文等科目的官辦學校之一。西營盤官學堂亦有譯作「西營盤書院」、「官立西營盤書院」等。
西營盤官學堂的首任提調是馮拔臣，又名馮扶（Fung Fu），為前西角官學堂本地部提調及前中央書院助教，與孫逸仙同為道濟會堂教友，亦是該教會長老。當時香港華人社會習慣以校长姓名逕稱各校，西營盤官學堂時任提調為馮拔臣，因此該校又有「拔臣學校」的名稱。馮拔臣後來成為公務員，又在1905年擔任「中國日報」的繙譯。
1878年，時任香港總督軒尼詩爵士加強推行英文教育，強調英語及會話的重要性。在軒尼詩爵士的倡導下，學校積極推行英語教學並訓練華人老師於鄉村學校教授英文科。代理學校督學表示因英語教學的需求不斷增加，學校教師有必要增加來應付此需求。殖民地政府曾派遣政府官員到各庠序視察，官員對馮氏辦學成績甚感滿意，其中在1880年，馮扶因該年的工作被評爲「非常好」，所以獲得25元的嘉獎。根據1880年的政府通知（憲報108號），經教育署評估後，西營盤官學堂的教學在皇家書館之中表現優秀。
當時香港實行一種舊式的學制，西營盤官學堂只開辦第八班至第四班，分爲本地部及客家部。本地部學生（Punti Scholars）使用第三街校舍的上層，校舍下層供客家部學生（Hakka pupils）使用。第四班學生於考獲初中畢業試資格後，需轉至中央書院升學第三班至第一班。
1880年，西營盤官學堂學生人數遞增至74人，在1891年增至146人，第三街校舍不敷應用，所以遷至西營盤高街119號。根據1891年的教育報告，當年分别有147名學生入讀英文部及72名學生入讀本地部及客家部。
羅香林教授所著的《國父之大學時代》裏曾經記載，曾與孫逸仙在學的同學中，有江雲萬及劉四福，二人皆於1887年與孫逸仙一同進入香港西醫書院學習。根據基督教週報第二千零二期《陳少白在港學醫有相為證》一文，江、劉二人曾是西營盤官學堂的學生，劉於1895年畢業，並取得西醫專業資格。
有關西營盤官學堂時期的學科課程，校方只能在香港政府行政報告中曾經記載有關教育的部份找到零碎的資料，例如：1922年的香港政府行政報告記錄了西營盤官學堂學生在地圖運用、書寫、英文說話和寫作等方面均有佳績。
課外活動方面，除了1922年的香港政府行政報告記載學生參與排球、足球、游泳和旅行等活動。當年西營盤官學堂學生曾爲汕頭救濟基金（Swatow Relief Fund）籌募了800元，童軍曾幫助慈善團體募捐了合共11000元。學校童軍運動早於1921年便己萌芽。童軍旅的校名爲西營盤官學堂。其時之旅號為第7旅，是香港第2個以華人為主的旅團。根據戰前文獻，第7旅於1926年，曾獲威爾斯太子錦標賽之童軍支部冠軍。此後，隸屬英皇書院之第七旅亦派員參加每年一度之威爾斯太子錦標賽，直至太平洋戰火席捲華南。
自1906年起，西營盤官學堂學生人數上升，校舍再次不敷應用。有見及此，普樂爵士最先在1917年10月24日的財政預算案上，詢問時任港督梅含理爵士關於撥款興建西營盤官學堂新校舍一事，港督梅含理爵士對此表示理解。翌年，時任匯豐銀行董事局主席何理玉議員在10月18日發表財政預算案演辭，再次倡議政府興建西營盤官學堂新校舍，以缓解舊校舍過份擠擁的情況，並得到兩位華人議員何福、陳啟明背書。時任署理港督施勳爵士對何理玉的提議持開放態度。但要到1920年，第16任香港總督司徒拔爵士考慮到西營盤官學堂的情況，遂在行政報告中提出成立英皇書院，由西營盤官學堂為新書院提供生源。翌年，港府預留50,000元作爲興建英皇書院校舍之用，最終選址般咸道63A號興建新書院。

### 英皇書院（1926年至今）

#### 背景
1926年3月，英皇書院建成般咸道校舍，將西營盤官學堂第七班和第八班的學生首先遷入，至9月，全部五個班別的學生遷入新校。翌年，假育才書社校舍創校的官立漢文學校遷入西營盤官學堂高街的校舍。
莫理士（Alfred Morris，OStJ）在1927年成為英皇書院首任掌院，擔任掌院期間，兼任香港大學教授。莫理士早在1905年6月16日已成為西營盤官學堂提調，接替於同年1月1日調任維多利亞英童學校（Victoria British School，該校在1931年停辦，由中央英童學校繼承）的威廉士（W. H. Williams）。莫理士的夫人（Mrs. Lily Morris，MBE）曾作為維多利亞英童學校的女校長（Headmistress），在1909年9月轉到西營盤官學堂任教，開女性教師執教官辦學校男生的先河，時任香港總督盧吉爵士曾對此表示肯定，遂將女性教師引入到殖民地的其他官辦學校。當時般咸道63號A地段的使用權是屬於羅馬天主教教會擁有，地盤地段曾經是羅馬天主教聖安多尼堂的所在地，土地註冊名稱爲「內地段755號」（Inland lot 755），屬於羅馬天主教教廷的物業。該地皮的另一部分曾經是在1864年落成的天主教米蘭會聖心小堂，即是今屬三級歷史建築的明愛凌月仙幼稚園的所在地。1875年，聖心小堂由喇沙會接辦。當1879年聖安多尼堂在毗鄰建成並獻堂後，聖心小堂遂偃，由聖安多尼堂繼承。天主教教區其後將聖心小堂所在地地皮業權轉讓給嘉諾撒仁愛女修會，籌建可供孩童寄宿的聖心學校，附設孤兒院，由嘉諾撒修女託管。
直到1920年，政府計劃興建英皇書院般含道校舍，便和羅馬天主教教會交換地皮。1920年6月25日，政府刊憲與天主教會交換「內地段755號」地皮的南面，即是聖安多尼堂的所在地，讓政府建築校舍，而該地皮的另一部份則保留給嘉諾撒女修會。
上世紀前半葉，西營盤半山一帶分布多橦用作校舍用途的建築，當中包括位於高街、西邊街與般咸道交界（與英皇書院現址一街之隔）的聖士提反書院初址（1903-24年，當時稱為 Ball's Court，原署理首席法官 Henry John Ball 的宅邸，在1875年售予商人庇理羅士，後於1903年為海外傳道會用作創辦聖士提反書院，於1910年增建南座）、位於般咸道（今寧養台）的英華書院租借校舍（1918-28年，當時稱為 Craigellachie，原為德國牧師的宿舍，是禮賢會的物業）、位於漢寧頓道（今禮賢閣）的培英小學租借校舍（1937-40年）、位於巴丙頓道（今俊傑花園）的培英中學校舍（1945-89年）等。「內地段757號」的鄰近地皮於1862年1月7日由一名叫 Choy Akün 的華人購得，但購地後之發展則沒有紀錄。當時，該地段為中上流社會華人世家的居所，例如周永泰家族。
1894年至1926年的30年间香港鼠疫大流行，鼠疫几乎每年都在香港出现，導致当时许多人鼠疫病死。香港政府意識到殖民地醫療體系的不完善，嚴重缺乏醫療專才，政府要以高薪從英國本土或其海外領地招聘醫生來港，造成沉重的財政負擔。香港政府便以此爲契機，更積極地在港培養本地醫生。西營盤西約華人公立醫局的籌建，以至到後來的贊育醫院，便印證了這段歷史。英皇書院在1926年成立後，畢業生有不少進入醫學院，成爲香港本地首批的執業醫生，這亦是英皇書院學生習醫的先驅。

#### 八年制書院時代

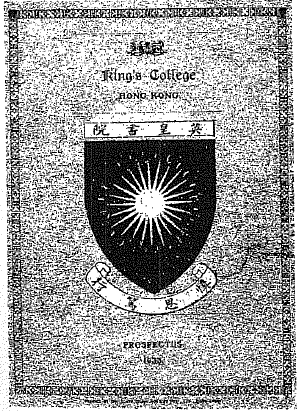
八年制書院時代的學生手冊封面，中心印有英皇書院校徽（校盾）

英皇書院在1926年成立，由在位英國君主喬治五世授予皇家特许状，建校之初是當時香港官立學校中，規模最龐大，校舍設備最完善，全校可容納720名學生。
般咸道校舍於1923年舉行奠基典禮，同年由華資富隆公司進行地盤平整工程、地基工程及擋土牆修築工程；上層建築則於1924年由華資建利公司興建，至1926年竣工，翌年1月開課。1927年2月16日起，般咸道校舍被英軍徵用作爲上海防衞隊的臨時宿舍和軍醫院（防衞隊在国民革命军北伐期間負責保護居於上海的英國國民）。於1927年2月21日起，書院高班第二、三、四各班改往皇仁書院校舍肆業，低班第五、六、七、八各班改往育才書社校舍肆業。1927年12月，英軍歸還校舍。
般咸道校舍在1928年3月5日正式開幕，啟鑰及開幕典禮由下任總督金文泰爵士主持。典禮上雲集近百位當時殖民地的名流士紳，亦包括一批舊西營盤官學堂師生，當中有時任駐港英軍司令盧押、書院共同倡議者普樂爵士、時任律政司金培源爵士、時任教育司活雅倫、時任警察司胡樂甫、時任工務司祈禮士諸君。宗教領袖有聖公會杜培義會督、香港宗座代牧區恩理覺宗座代牧、多位耶穌會神父，以及馬田法政牧師（Rev. E. W. L. Martin）等多位聖公會牧師亦有出席。高級官員榮鐘士、卡勒士頓（T. F. Claxton）、賈炳達（Edgar William Carpenter）、衛理（B. Wylie）亦有參與，議員有周壽臣爵士、曹善允、那魯麟、傅瑞憲、科赫（W. V. M. Koch）、奧雲曉士（J. Owen Hughes）、麥亞利（S. B. B. McElderry）等先賢，商紳有馮平山、鄧肇堅、周埈年、何甘棠、利希慎、郭少流、伍華、李右泉、胡禧堂、李炳諸君，時任香港大學校長韓惠和爵士、時任皇仁書院校長古祿（A. H. Crook）等先賢，以及一批香港大學的中外藉教授都有出席。書院早期的捐贈人還包括何東爵士、黃金福及蔡立志諸君。
校舍由英國建築師道巴恩設計，屬於新古典主義英式校舍建築，擁有底層庭院、拱門迴廊及麻石圓柱，是一座以磚砌迴廊配合紅磚建成的大樓建築。現時校舍內的拱形柱廊、飾有石柱的外廊、粗琢隅石、模製檐楣、圍繞窗戶典古典風格的石砌緣飾等，仍可瞻睹该時期新古典主義建築風格的特色。校舍落成時，建有南翼及東北兩翼，而位於般咸道和西邊街交界建有鐘樓。當時全校共有教室29所、高班實驗室兩間、禮堂和畫廊各一座，以及北翼大樓的圖書館、收藏館各一座，地理室、冲晒房、美術室及健身室各一間。康樂設施方面，除了用作體育場的中央方庭外，又設有戲院，以及香港最早期的校舍泳池。
當年香港政府殚力於書院之肇建，校舍裝橫可謂氣派儼然，甚為肅祗。由英國遠洋運抵的書桌和教具都價值不菲，這一點在戰前教師梁浩然於1976年的一篇訪談錄中有佐證。香港政府在1923年的行政報告中，銓敍般咸道校舍爲「遠東最優良、最新式的校舍之一」。1928年3月6日的《德臣西報》（The China Mail）更以「超级學校」（A "SUPER SCHOOL."）來嵩稱英皇書院。
這段時期英皇書院實行中央書院的八年學制，最低為第八班（Class 8），最高為第一班（Class 1，大學預科班）。這套學制由史釗域在1860年代引入，仿效英國文法學校的傳統制度，最早在中央書院推行。般咸道校舍完工3個月後，便已經開始招生。除將遷入舊西營盤官學堂第八班至第四班學生外，另招考各級插班生。第八班至第四班全年學費為60元，分12期繳付，每期5元；第三班至第一班全年學費則爲120元，分12期繳付，每期10元。直至1933年，書院收生已達982人，成爲當時香港收生人數及實際就讀人數最多的官立中學，並且是當時香港收入最高、支出最大的公立學校。
第一班教授的科目共十個，包括英文、算術、數學、高等數學、地理、物理、化學、力學、繪畫和中文。數學分為代數、幾何和三角學三個課目；高等數學的教學大綱包括直線及圓形坐標幾何。物理的教學大綱與五十年代六年級的課目大致相同，惟不包括磁學、電學，以及戰後在高級六年級引入的核物理課目。力學與應用數學相若。繪畫分為手繪、模型和設計三個部份。中文的教學大綱要求學生作答論説和經義、閱讀《四書》，以及認識中國歷史和地理。
當年政府行政報告有佐證，書院百分之八十以上的教員來自英國本土。由於是公立學校，師資方面是私立學校不能相媲美的；當時在書院內任教高中三班的教師，來自劍橋大學、牛津大學及倫敦大學，持學士、教育碩士學位，一些更具備大學教授的資歷。史料顯示，當時太古洋行所開辨的義學，亦有聘請書院的教員執教英文。英皇書院的戰前教師包括兩位前香港教育司—柳惠露（Thomas Richmond Rowell ，CBE）、高詩雅（Douglas James Smyth Crozier ，CMG）。高詩雅亦曾任英皇書院舊生會（英皇書院同學會前稱）副會長。第二任掌院祈惠霖（William Kay）、西史教師富嘉新（G. P. Ferguson）等人，都官至代理教育司、副教育司、代理副教育司等職。物理教師麥羅倫（McLenllan）、化學教師韋信（J. M. Wilson）二人分别曾任新加坡代理教育司和北婆羅洲教育司。此外，不少華藉教育家，如張榮冕、前高級教育官胡興德等人，皆曾在書院擔任教職。
在建校之初，書院主要爲香港的華裔及印度裔學生提供英文教育，以進入當時英國在遠東的唯一的一所大學—香港大學。早年入學者亦有香港大學教職員的嫡子，當中就有許地山教授之子—周苓仲、馬鑑教授之子—馬臨等先賢。當時香港大學的生源除本地學生外，校方還前往中國及東南亞等地區取錄學生。海外招生的標準無異於本港，亦透過投考香港大學入學試取錄，在香港和海外設考試中心（上海、吉隆坡及印尼巴達維亞）進行。由於英皇書院會保送學生參與大學入學試，吸引不少來自中國廣州及東南亞等地區的學生入讀，後來亦有華歐混血兒、猶太裔及英籍學生。
自1930年代初開始，英皇書院歷年皆膺公開考試成績最佳中學之一。聖公會刊物《St. John's Review》以「英國的牛津與劍橋、美國的耶魯與哈佛」比喻英皇、皇仁兩所書院之於殖民地的地位，並揄揚一番。從成立開始至第二次世界大戰，英皇書院在香港中學教育中佔有重要地位。
to thousands of former students, many of whom are leaders in commerce and public life of the Colony, to be without King's and Queen's was to be like an Englishman without his Oxford and Cambridge and an American without his Yale and Harvard.——"St. John's Review"

早期書院分别設有香港中學畢業會考、香港大學入學試、牛津本地考試（Oxford Local Examinations）等多個公開考試，入學試以香港大學入學試的應試人數居多，亦有學生投考海外大學。胡禮在任中央書院掌院的28年間，依香港公立學校校長比文（C. J. Bateman）的建議，在1886年引入劍橋本地考試（Cambridge Local Examinations）。該考試在1888年7月被牛津本地考試取代。牛津、劍橋本地考試均為升讀外國院校所設，並附設獎學金制度。
香港大學入學試則於1913年首次舉辦，對象為修讀第一班的男生，女生未有機會入讀。1915年，香港大學依照1888年7月首辦的牛津本地考試的方法，設高級和初級考試，與入學試同時進行。英皇書院會保送第一班和第二班學生報考這三項考試。1932年，教育諮詢委員會建議取消香港大學入學試及兩個本地考試；1933年，香港大學舉行最後一屆高級考試，而初級考試則停止舉辦。1934年教育當局決定新的中學畢業會考由香港大學主辦，1935年，香港大學主辦首屆香港大學中學畢業會考（University of Hong Kong School Certificate Examination）；1938年，香港大學取消中學畢業會考，復設香港大學入學試，對象為第一班學生。
首屆香港大學中學畢業會考在1935年6月舉辦，共有考生674名，236名考生成功獲取證書。英皇書院的考生共60名，34名考生獲取證書，為全港最多。1937年6月，中學畢業會考改由教育司署主辦，易名香港中學畢業會考（Hong Kong School Certificate Examination），同時亦為最後一屆香港大學中學畢業會考。與考學校包括設有第二班的官辦學校及資助學校；中央英童學校的中五級；考試委員會的準成員聖士提反書院亦獲邀參加。其餘本地學校需經本地考試委員會酌情處理方可報考。首屆香港中學畢業會考的考生共721名，423名考生成功獲取證書。其中，英皇書院的考生共75名，70名考生獲取證書，5名考生取得優等成績。根據1937年6月的《本地考試委員會章程》（Local Examination Syndicate Constitution）所述，考生如果在香港中學畢業會考中取得及格後，可升讀第一班，預備應考香港大學入學資格考試。因此，第一班的程度相當於大學預科。
香港中學畢業會考由考試委員會主持，由於英皇書院是考試委員會的成員學校，因此考生無須繳付相關考試費，其餘與考學生繳付考試費20元。考試委員會另設會考執行委員會（Board of Control）。英皇書院掌院祈惠霖曾分别於1938年和1939年作為該執行委員會的成員。歷年成員學校還包括中央英童學校（今英基學校協會，當時為官辦學校之一）、皇仁書院、拔萃男書院、聖若瑟書院、英華書院、喇沙書院、聖保羅書院、聖士提反女子中學、法國修院學校（今聖保祿學校）、意大利修院學校（今嘉諾撒聖心書院）、拔萃女書院和嘉諾撒聖瑪利書院。
早年書院是一所體育優良學校，學生亦曾代表中國出席奧林匹克運動會籃球項目競賽。戰前，庇理羅士女子中學曾借用英皇書院的體操房及游水池上課。該校體育課有體操、游水、球類活動等。昔日的中學只有英皇書院及聖士提反女子中學有泳池，童軍便在這兩所學校考游泳章。
英皇書院舊生會（英皇書院同學會前稱）後來由數十名校友創立，成立典禮於1935年7月5日在英皇書院般咸道校舍舉行，由代理掌院韓德璽（W. L. Handyside）主禮，前掌院祈惠霖（William Kay）出任首任會長。同年，首期校刊出版。

##### 香港日佔時期
1941年12月，珍珠港事件令香港被牽涉入太平洋戰爭中，香港保衛戰開展。由於首任掌院莫理士將聖約翰救傷隊所用設施放置於校舍內，因此英皇書院在太平洋戰爭爆發後便被用作救護站。戰時東翼校舍被日軍空投的一枚炸彈擊中，瓦頂被摧毀，只有東翼校舍磚檣及用作支撐的柱廊幸存。因境內居民缺乏燃料，校舍的木製品及支撐結構的木製橫樑、窗框、欄杆和一部分地板被附近居民用作柴薪，包括一批名貴書桌。
1941年12月8日，英皇書院第7旅旅長鮑德漢（John Pau）動員一群童軍及羅浮童軍，組織「童子軍防空傳訊隊」（Boy Scouts' Air Raid Precaution Despatch Corps），以支援香港防務中之後方工作。他們主要負責分派糧水物資、傳送軍情及協助安置淪陷區中之兒童。
書院中外籍教師都要入伍香港義勇軍（H.K. Volunteer Defence Corps.），李斯上尉（G. F. Rees, Captain）被編入防衛軍第一連為司令官，物理教師麥羅倫中尉（McLellan, Lieutenant）亦爲該連副司令，駐於港島南面赤柱及鶴咀（Cape D'Aguilar），化學教師高詩雅上尉（D. J. S. Crozier, Captain，後來成為香港教育司）被編入防衛軍第二連為司令官，防守大潭路段，西史教師（G. P. Ferguson）及衛路比（M. Wilby）二人爲中尉。學生及教師均赴陣佐戎，不少更於該場戰爭中殉難，掌院畢道（Herbert Howell Beddow）於12月17日在禮頓山被日軍榴彈擊中，不幸陣亡，掌院威靈頓亦在同地中彈受傷，而派士老師在黃竹坑附近蒙害，李斯在赤柱於日軍12月24日從港島南面進攻時受傷。書院華籍學生有不少加入了中國空軍自願軍，其中一批被编入盟軍美國空軍任聯絡官。
1941年12月25日，香港淪陷，英皇書院校舍被日軍佔用為飼養軍用騾馬的馬廄。英皇書院的兩位教師郭士熙（G. S. Coxhead）和富嘉新（J. J. Ferguson）被監禁到深水涉戰俘營，後來二人更被移往日本的广岛县因岛市船塢做苦工監。郭士熙、富嘉新二人在戰後都先後成為書院校長。掌院威靈頓（H. G. Wallington）、Jill Beavis、McGuffog E. Gray 及代理掌院安士棣牧師（Rev. George E. S. Upsdell）被監禁在赤柱監獄，梁鳳岐老師則逃亡至澳門避難。
戰爭期間，有關英皇書院的戰前校史及校友紀錄幾乎全數遺失。現時撰寫的戰前校史主要是根據校友的口述歷史、保留的零碎紀錄，也有一批英國國家檔案館藏有的香港殖民地官員書信紀錄作佐證。
日佔時期，香港教育發展受到嚴重影響，全港學生人數由1941年的11萬八千人跌至1945年的四千人，幾乎所有適齡學童失學。英皇書院的日常運作亦被逼停頓。戰前香港有學校649所，日佔時期只剩下34所。

##### 復員時期
1945年8月15日，日本無條件投降，同月月底香港重光，香港處於重建階段。受到戰火影響，師生大多已逃往外地，書院停課。同年十月，在戰前入讀的學生在堅尼地道臨時校舍（聖若瑟書院26號校舍）復課，後遷往荷李活道臨時校舍，稱爲荷李活道上午校（Hollywood Road A.M. School）。
中學畢業會考於1946年7月重新舉辦。翌年，本地考試委員會於2月5日宣佈戰前第二班學生可以戰事投考生（War Candidates）的身份應考該年中學畢業會考。當年出任本地考試委員會秘書的前校長沙堅信（C. W. Sargison，於1951年出任英皇書院校長）稱：「所有前曾決意投考於1942年7月間舉行之中學畢業會考，而因戰事受阻之真確第二班學生，可以戰事投考生之資格，由以前就學之學校報名參加1947年7月間舉行之中學畢業會考，各學生必須具確實證明其有投考之權，並且其所修之課程與此項考試所訂之各條例相符。」
戰後，由於香港大學被戰火摧毀，港府需要重建大學校舍。期間港府的研究委員會曾有建議，考虑將首兩年大學課程移師到英皇、皇仁兩所書院；建議中更有闡述利害，指這樣書院畢業生修讀學士的時間便會縮減至兩年，從而鼓勵更多學生攻讀碩士深造。
般咸道校舍一樓於1950年9月18日重開，用作開辦英皇書院同學會小學，由書院戰前教師胡興德擔任校長。葛量洪師範學院創院院長張榮冕於牛津大學深造返港後，曾於英皇書院任教理科，在他的安排下，葛師得以借用般咸道校舍禮堂創校。另外，羅富國師範學院附屬學校亦曾經使用般咸道校舍授課。
1951年9月10日，英皇書院復校，入學人數計有640人。這年亦是書院首次招收預科女生。同年書院口琴隊成立，是香港歷史最悠久的學屆口琴樂團。
1951至1955年，般咸道校舍被政府用作開辦伊利沙伯中學。

#### 「5113」學制時代（英中會考（HKESCE）年代）
20世紀初，本地教育奉行雙軌制，英文學校跟隨英國制度，中文學校則與内地接軌。1950年代，因內地政權更替，截斷中文學校與內地的聯繫。為解決中文學校畢業生的困境，遂設立香港中文中學畢業會考。跟戰前相比，政府在取態及政策等方面有明確轉變，積極參與教育規劃，香港中學畢業會考（在1962年正名為香港英文中學畢業會考前，已被俗稱為英中會考）與中文中學畢業會考（中中會考）同時並存，均由教育司署統籌，頓使本港教育由政府主導。
這段時期，英皇書院採用「5113」學制，即中一（Form 1）至中五（Form 5）、低級六年級（Form Lower 6）、高級六年級（Form Upper 6）和三年大學；高級六年級實為一年預科。教授的科目包括英文、中文、數學、物理、化學、生物、地理、歷史、公民教育、藝術、音樂和體操。中五年級生應考香港中學畢業會考，低級六年級生應考香港大學普通科入學試（Matriculation at Ordinary level），合格四科以上者准予升入高級六年級；高級六年級生則應考香港大學入學試，升讀香港大學。另外，中六年級生及高級六年級生皆可報考倫敦普通教育文憑考試（G.C.E.），該考試分為普通科及高級科，主要用作申請海外院校，亦被香港大學承認，可以用作入學申請。
般咸道校舍在1950年至1959年間，先後經歷兩個階段的擴展工程。在工程期間，書院一度不招收一年級生，而六年級亦一度只設立科學組。直到1963年，文學組（Lower & Upper 6 Arts）才重新設立。英皇書院1957年度的班級編制如下：
- 高級六年級（科學組）：1班
- 六年級：2班
- 二至五年級：（各）4班

自1973年起，六年級（Lower & Upper 6）的兩個班會教授醫學相關的生物、化學及物理課目，為學生進入香港大學醫學院作準備，後來該兩個班被稱為「醫生預備班」或「M班」（M 即「Medicine」）。
1959年擴展工程完竣後，書院成爲香港戰後第一間全日制中學，收生人數亦首次恢復到了戰前的規模，計有920人。直到1967年，書院的收生數目計有1,029人，包括10多位在1966年起收錄的預科女生。
梁鳯岐（F. K. Leung，Esq.，MBE）在1954年繼任校長一職，成爲書院首位華人校長。他是西營盤官學堂及英皇書院的舊生，蒙首任掌院莫禮仕雅教。翌年，英皇書院於香港中學畢業會考榮列第一，不僅產出最多成功獲取證書的考生，還在所有應考學校中，取得最多的優良數目。同年，書院見證戰後第一批高級六年級生進入大學。
在50年代，隨着大批中國移民南下來港，本地教員的比例開始增加，已不像戰前時期一樣主要是來自英國。文献顯示，戰後教員除了有來自牛津大學耶穌學院、都柏林聖三一學院、格拉斯哥大學、威爾斯大學的英裔及愛爾蘭裔教師外，亦有來自已經停辦的中國聖約翰大學、南京中央大學的華裔教師。其餘教師是香港大學的畢業生，包括連同校長梁鳯岐在內的一批英皇書院舊生。1965年教務報告記錄，香港大學教育系和羅富國師範學院的學生亦有到書院實習試教。
至於學費方面，要到1980年九年免費教育推行後，學生才獲得三年免費初中教育；此前入學者需要繳付學費。然而，早在免費教育推行之前，書院已提供一定免費學額；在1957年的教務報告中提及，該年度各級學生中，獲得免費學額者共100名，半費學額者共196名。在核准免費或半費學額之給予時，對該學生之家境及學業成績，均予以合理參酌。由此可知，這段時期英皇書院的入學者中，固然有富家子弟，亦不乏閭左百姓。
1967年，祈立德（H. W. Clarke）接替郭士熙出任校長。祈立德出身自英屬西印度群島的一個英國家庭，少讀於巴貝多橋鎮的一所英式公學，後來憑獎學金在劍橋大學彭布羅克學院修讀古典學，在1939年以一級榮譽學位（Classical Tripos）畢業，並且在倫敦大學取得教育文憑。他以身為英皇書院的校長為榮，正如他在一埸訪問中所説的那樣，「這是香港一所非常有名望的學校，能成為英皇書院的校長，我對此深感榮幸。」祈立德當屬書院歷史上最富有傳奇色彩的校長之一，甫上任翌年，英皇書院便在香港大學高級程度考試榮列第一，考生取得破紀錄的共64項優等成績（distinctions），成爲香港社會的一時佳話；這是書院另一段黃金時期的開端。
由60年代中至80年代，香港考評制度迎來一連串改變，公開考試系統漸見透明及制度化。香港中學畢業會考早於1962年易名為香港英文中學畢業會考（Hong Kong English School Certificate Examination），及至1967年再易名為香港英文中學會考（Hong Kong Certificate of Education Examination (English)）。入學試方面，香港大學學務委員會在1965年1月決議成立高級程度考試委員會（Advanced Level Examination Board），成員來自香港大學、中學校長、教育司署、中大各方，並設秘書一名。翌年，香港大學入學試撤銷，由香港大學舉辦首屆香港大學高級程度考試（Advanced Level Examination of the University of Hong Kong）。香港大學高級程度考試於1980年由香港考試局接辦，易名為香港高級程度會考（Hong Kong Advanced Level Examination）。

#### 「3223」學制時代（會考（HKCEE）、預科高考（HKALE）時代）
從七十年代末起至2011年新學制實行為止的這段時期，稱為「3223」學制時代。在這段時期，學制以1981年首次舉辦的初中成績評核試（Junior Secondary Education Assessment）、1976年首次舉辦的香港中學會考（Hong Kong Certificate of Education Examination）和1982年首次舉辦的香港高級程度會考（Hong Kong Advanced Level Examination）三個公開考試，分成4個學階，與英國本土的教育制度大致相同，即3年初中、2年高中、2年預科和3年大學。學生完成三年初中並通過初中成績評核試，可升讀高中；高中應考香港中學會考後，成績理想者可升讀預科，預備應考香港高級程度會考，升讀三年制大學。
該學制只於英文中學實行，中文中學則使用「3214」學制，於中六應考香港高等程度會考（Hong Kong Higer Level Examination）。香港高等程度會考於1979年首次舉辦，前身是1964年首辦的香港中文大學入學試，以新亞、聯合、崇基三間學院為基礎。由於英皇書院是七年制的英文中學，中六、中七年级生均可投考香港高等程度會考，升讀四年制大學。反之，由於中文中學使用六年制，學生畢業時只有中六程度，未達到香港高級程度會考的標準，因此只能報考香港高等程度會考。自1993年起，英文、中文兩類型中學統一實行「3223」學制。
教育署在1978年令書院的班別由中一的四班開始擴班至五班，收録215名中一年級學生，導致四年後（1982年）中一至中五年級的總班數增加至25班，再加上中六、中七兩級的八個班，全校總班數便增加至33班，超出校舍共28間課室的容量，結果有五班「流動班」。到1986年，書院收生人數計有1,200余人，收生規模一直維持到2011年教育局令英皇書院縮班至四班為止。
在音樂教育方面，自80年代開始，書院開始設立各個興趣學會，並於中四、中五級設立音樂課。在1988年，書院進一步於中一年級推行「1人1樂器」計劃，使管弦樂團有了發展的土壤；直到1994年，管弦樂團有了雛形，中一至中三童聲合唱團亦已成立。書院的中樂團及口琴樂團分別於1968年和1951年便已成立。管弦樂團分別於1998及2000年在香港大會堂主辦公開音樂會。
踏入2000年，書院積極推行資訊科技教育。而早在1985年，學科設置便增加了電腦的課目。2002年，書院推行跨學科專題研習。
繼國際象棋大師 Eduard Gufeld 在1989年應邀赴校演講後，書院歷年都相繼邀请到多位國際級科學家賁臨演講，當中包括1957年諾貝爾物理學獎得主楊振寧、1996年諾貝爾化學獎得主羅伯特·柯爾、1987年諾貝爾化學獎得主让-马里·莱恩等人。

#### 「334」學制時代（文憑試（DSE）時代）
2012年起，英皇書院取消「3223」學制，改行「334」學制，中一至中三為初中，中四至中六為高中，不設預科班，中六學生須參加新設的香港中學文憑考試。
校史館在2015年首次開放，由90周年校慶學校歷史組師生負責整理及展出校史相關展品，並出版90周年學校歷史單張刊物，亦藉此組織了學⽣⼯作⼩組進⾏本校歷史的研究⼯作，根據現有官⽅資料加上參考其他⾮官⽅的資料，努⼒去查出遺漏的史料、考證現有資料及嘗試解開⼀些校史謎團。同年，香港郵政訂製英皇書院90周年校慶紀念郵票首日封，於校慶晚宴限量發售。

## 校舍建築
英皇書院1926年創立之初是香港規模最大的中學，有學生及教師840名。般咸道校舍依山勢而建，由英國建築師道巴恩設計，屬愛德華時代新古典主義英式校舍建築。布局屬學院式建築風格，三翼大樓環繞中央方庭而建，中央方庭用作學校操場。在校舍南翼大樓與般咸道中間建有下沉式庭院、拱形柱廊的弧形邊牆。石拱廊的弧形邊牆前有石座，是地下水道的上蓋物。校舍的拱形柱廊、飾有石柱的外廊、粗琢隅石、模製檐楣、圍繞窗戶的石造緣飾等，均帶有新古典主義風格的建築特色，在本港頗為罕見。
校舍建築師道巴恩畢業於英國國王公學及劍橋大學基督聖體學院，早年任職工務司署，曾與西里爾·法雷共同設計新加坡莱佛士學院（Raffles College）校舍（今新加坡國立大學法學院校舍），並且在後來參與了英國倫敦帝國學院的重建。
般咸道校舍除了作為英皇書院的授業場所外，在戰後復員時期，亦作為伊利沙伯中學、羅富國師範學院附屬學校和葛量洪教育學院等，多所教育機構開辦之初的校址。在60年代，由於香港的聚會場地不足，般咸道校舍曾用作舉辦社區活動的地方。當時，般咸道校舍經常預留予不同的團體舉辦活動，這些團體包括政府文職人員、醫療輔助隊、香港輔助警察隊、民眾安全服務處、英皇書院同學會聖約翰救傷隊等。
般咸道校舍是香港現存少數的英國愛德華時代建築物；同時期建築還有堅巷舊病理學院（建於1905年）、舊贊育醫院（建於1922年）、舊英軍醫院（建於1903年）、香港大學本部大樓（建於1910至1912年）等。2009年12月18日，英皇書院被確定為一級歷史建築物。2011年，除新建之西翼以外，整座英皇書院般咸道校舍被香港古物古蹟辦事處評為法定古蹟。

### 南翼及東、北兩翼
南翼大樓為課室，向般咸道有紅磚拱廊和陶立克式（Doric Order）列柱走廊。南翼地下的正面和走廊有一列由紅磚砌成的羅曼式拱形石柱，而一樓和二樓的涼廊則由多條對柱修築而成。校舍所用紅磚均從英國本土入口，現時英皇書院校史館仍庋藏一塊刻有英國造磚公司「D. W. B.」標記的紅磚。
東、北兩翼的正面也可看到羅曼式拱形柱廊，東翼底層以红磚拱券承托，而在北翼各個磚砌拱券的上方開有縱向石圓窗，部分門道屬羅曼式拱形或裝有玻璃氣窗的平拱式設計。

### 入口門廊
書院位於般咸道、西邊街與漢寧頓道交界的圓形入口門廊頗具特色，石砌弧形門廊由愛奧尼亞式花崗石柱承托，類似設計只見於香港大學解剖學館與生理學館大樓，建有意大利文藝復興風格的邊孔，愛奧尼亞式柱頭上飾有螺旋形托座，而柱礎設計則依從新古典主義簡約風格。入口大樓頂層有一個穹棱式拱頂。早期，位於般咸道和漢寧頓道交界，正門入口的弧形柱廊上建有的鐘樓和煙囪已經在一九五零年拆去，以騰出地方在東、南兩翼加建一層。現時入口門廊上三支旗杆，中央悬掛中華人民共和國國旗，左右悬掛香港區旗。

### 英國皇家徽章石雕飾
般咸道校舍正門上方的外牆可瞻睹皇家徽章石雕飾，即是英國政府皇家徽章的石雕，是校舍建築保留下來的一個具英治時代特色的設計。
皇家徽章的中心爲圓形盾牌，盾面分爲四格，第一格和第四格雕有三頭腳踏前的巴巴里狮，是英格蘭王國的紋章；第二格雕有以後腳屹立的巴巴里狮，是蘇格蘭王國的紋章；第三格雕有金豎琴，爲北愛爾蘭的紋章。徽章頂端綴以聖愛德華皇冠，左右分别以巴巴里獅和獨角獸扶盾。徽章下端悬有飾帶，帶上用法文寫着英國皇室銘言「Dieu et mon droit」，中文意思爲「君權神授」。它類以舊最高法院大樓正面三角楣的盾徽，只是英皇書院的皇家徽章外圍多了一圈用古法文所寫的格言「Honi soit qui mal y pense」，中文意思爲「心懷邪念者蒙羞」，這個圈飾是嘉德勳章上的吊襪帶。

### 下水道遺址
般咸道校舍建成之前，天主教教堂旁有一水道，從山上一直流向今日的水街，水街亦因該水道而得名，整座校舍就是興建在該水道之上。

### 設施
校內設施包括教室33間、實驗室6間（初級化學實驗室、高級化學實驗室、初級物理學實驗室、高級物理學實驗室、初級生物學實驗室、高級生物學實驗室）、媒體學習中心1間、電腦室1間、活動室1間、多用途室1間、視覺藝術室1間、音樂室1間、學園電視室1間、中樂房1間、領袖生室1間、輔導室1間、演講室1間、圖書館1間、禮堂1座、有蓋操場1個、戶外操場1個（籃球場3個）、健身室1個、游泳池1個及男更衣室及女更衣室各1間。
過去多年來，英皇書院校舍曾進行多次大規模翻新和改建工程。日佔期間，泳池多處地方，包括過濾系統在內，均遭受破壞。校舍的原貌多少受到影響，但主要的建築特色則保留至今。
重光後，校舍即進行修葺和重建工程。第一階段擴展工程於1953年完竣，加設了實驗室2間、預備室1間、演講室1間、美術室1間和課室5間。1959年12月，第二階段擴展工程完竣，南翼與東翼大樓各新建一層，北翼上兩層亦重建完畢，禮堂側東翼上又再額外新建一層，成爲後來的圖書館。全校共設有課室26間、特別室10間和實驗室7間。內部裝橫於往後幾個月完工。泳池則由英皇書院同學會斥資，於1971至1972年間重建。
2000年，校舍拆去西翼舊建築，加建一幢新的西翼大樓，內設多個課室和實驗室。2002年，泳池於裝修後重開。2003年，圖書館、演講室、實驗室重建。2004年左右，校舍庭園亦進行翻新，而噴泉亦進行重建和改善工程。在1961年種植的無花果樹生於校內花園東南隅，而在1977年種植的紫荊樹則在校舍庭園的北面角落。在1986年埋下時間囊藏於花園地下，定在2035年開啟。
根據1926年香港政府行政報告，英皇書院於創校時，本港共有19間官立學校，惟大部分官立學校的校舍到現今均已經拆卸，目前香港僅存6幢戰前官立學校校舍。英皇書院般咸道校舍是現存歷史最悠久的戰前官立學校校舍。英皇書院的校舍已成為區內的地標。鄰近地區多座專為教學而建的校舍，包括聖士提反女子中學（建於1923年），以及香港大學本部大樓（建於1910至1912年）、孔慶熒樓（建於1919年）及鄧志昂樓（建於1929年）在半山區合組成一個具歷史價值的學校建築羣。這些建築物都已被列為法定古蹟。

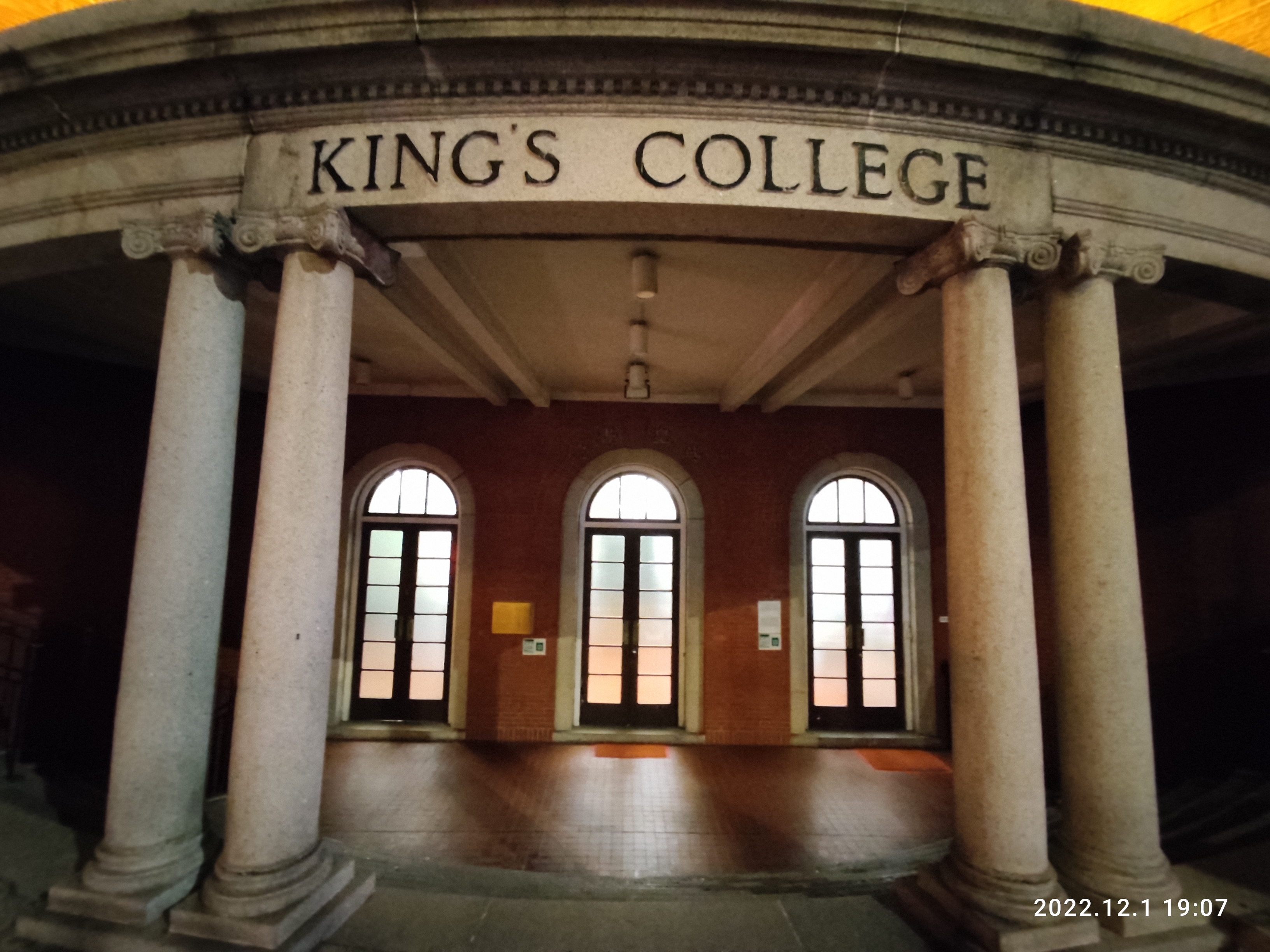
入口
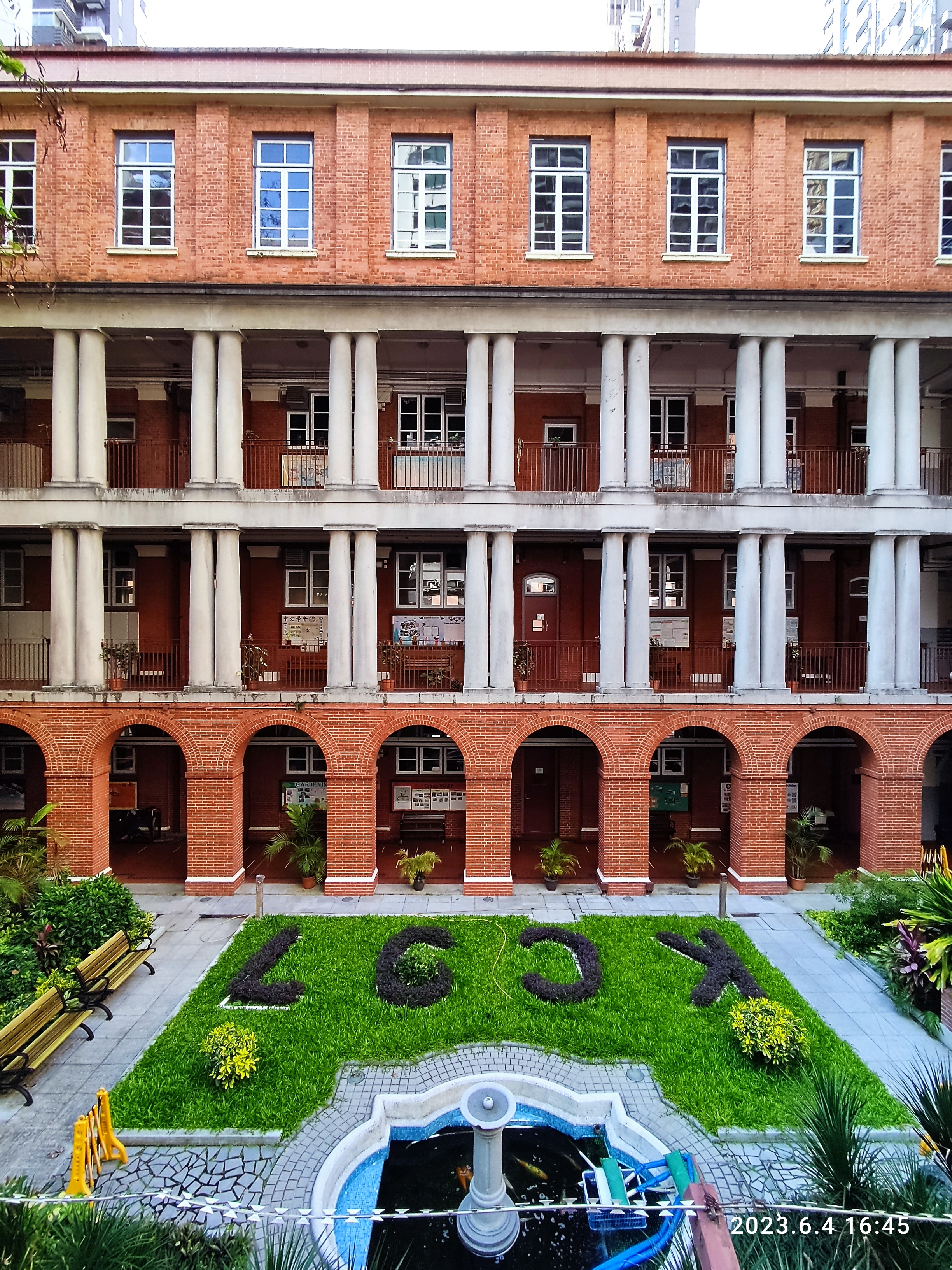
庭院
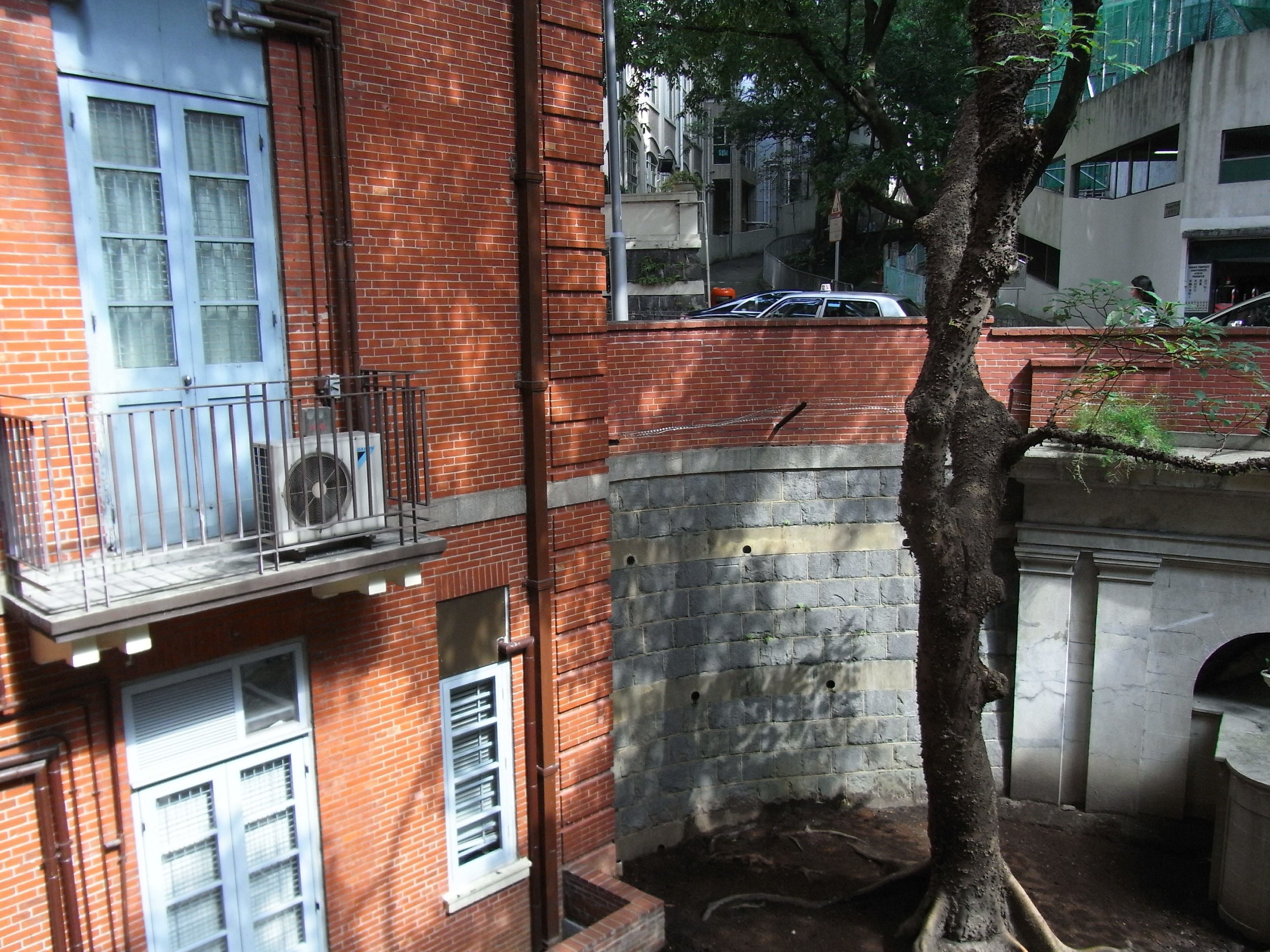
南翼大樓與弧形邊牆交界，後方可見西區解放軍軍人宿舍(前英軍般咸閣軍營)的建築物
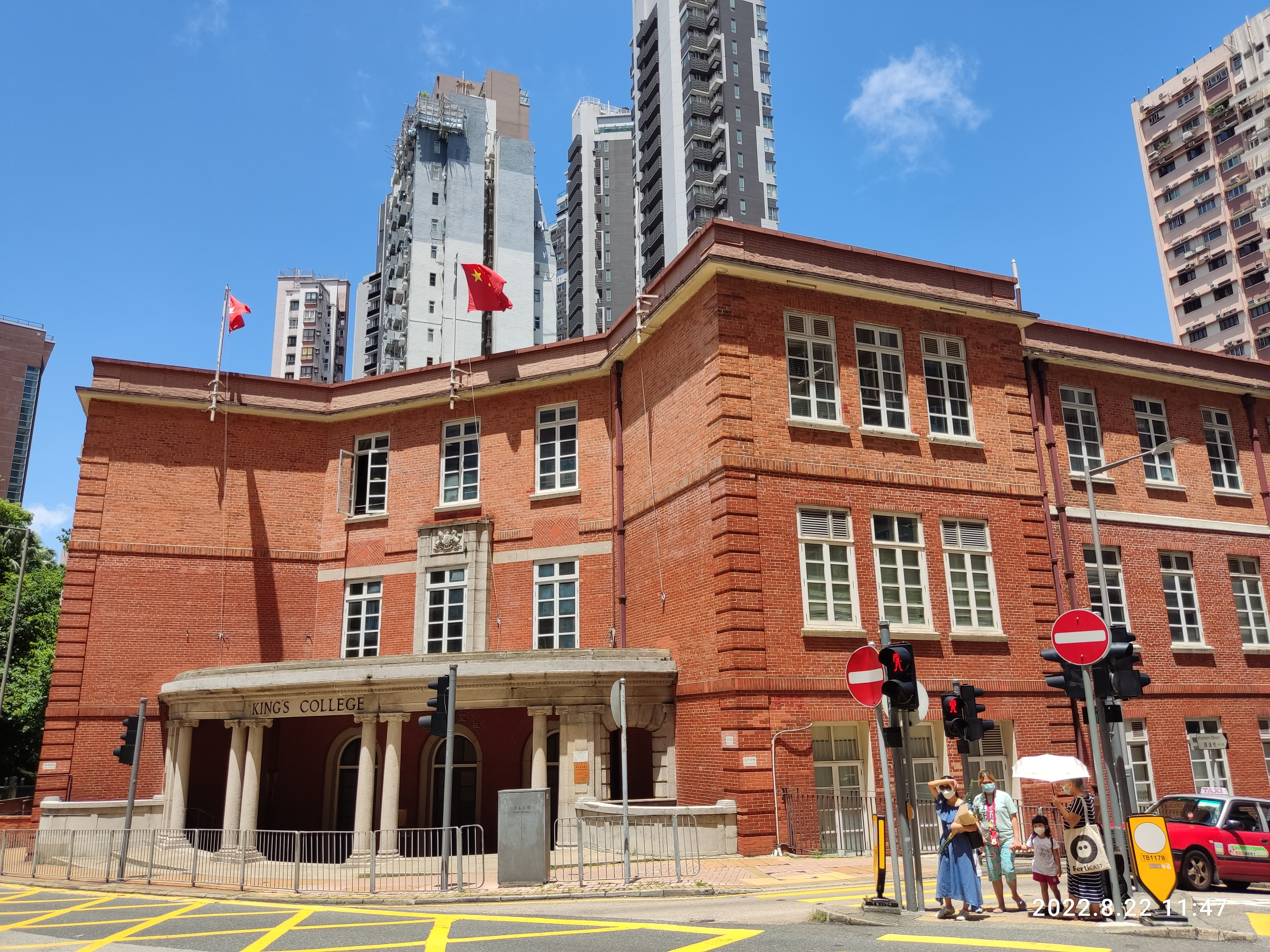
漢寧頓道望向英皇書院

## 校政

### 校管會
英皇書院現時的辦學團體為教育局，列作官立學校，學校的管理權在過往是由教育局掌握。直至2004年，香港立法會通過《校本條例》，條例規定津貼學校成立法團校董會。全港官立學校亦相繼在2005/06學年內，參照津貼學校的法團校董會管治架構模式，推行校本管理。教育統籌局推行校本管理旨在把學生學習和資源調配等決定權下放給學校，英皇書院遂成立學校管理委員會（簡稱校管會），功能上類似津貼學校或直資學校的法團校董會，並按照政府的規定，在校管會內加入教師、校友、家長為委員。
名義上，校管會委員有權通過召開校管會會議，對學校的各項發展議題下定論，無需跟隨政府的政策。惟英皇書院校管會主席一職由教育局高級官員出任，而表決的否定權又為校管會主席把持，因此會議決策依然是緊跟政府的教育政策。

### 歷任校長
作為官立學校，英皇書院校長是由教育局委任，屬公務員體制，甄選校長並非校管會的職責；而資助學校的校董會/法團校董會則有權通過委出校長遴選委員會甄選屬校的校長。在過往，教育部門慣常委任英皇書院前教員或舊生出任該校校長一職，當中有富嘉新、梁鳯岐、郭士熙、朱家輝和梁植穎等人，為一不明文規則。
| 任次                  | 稱謂                                               | 任期 | 時任教育首長/ 皇家書館監督 | 備註      |
| --------------------- | -------------------------------------------------- | --- | -------------------------- | --------- |
| 西角官學堂提調/校長   |                                                    | |                            |           |
| 1.                    | 李鏡州（Li King-chau）                             | 1857年 - 1870年                                                                                                | 羅傳列                     |           |
| 2.                    | Lau Hiu-tung                                       | 1871年 - 1878年                                                                                                |                            | [ 註 15 ] |
| 2.                    | Ip Cheung-shin                                     | 1871年 - 1879年                                                                                                |                            | [ 註 16 ] |
| 3.                    | 車綸閣                                             | (?) | 羅傳列                     | [ 註 17 ] |
| 4.                    | Chan Fong                                          | 1878年 - 1879年                                                                                                |                            | [ 註 18 ] |
| 5.                    | 馮拔臣（Fung But San）                             | 1879年 |                            | [ 註 19 ] |
| 西營盤官學堂提調/校長 |                                                    | |                            |           |
| 1.                    | 馮拔臣（Fung But San），又名馮扶（Fung Fu）        | 1879年 - 1903年1月                                                                                             | 歐德理                     | [ 註 20 ] |
| 2.                    | 威廉士（W. H. Williams）                           | 1903年1月 - 1905年1月1日                                                                                       | 伊榮                       |           |
| 3.                    | 莫理士（Alfred Morris）                            | 1905年6月16日- 1926年12月                                                                                      | 伊榮                       |           |
| 英皇書院掌院/校長     |                                                    | |                            |           |
| 1.                    | 莫理士（Alfred Morris）                            | 1927年1月1日 - 1934年6月18日                                                                                   | 活雅倫                     |           |
| 2.                    | 祈惠霖（William Kay）                              | 1934年6月18日- 1939年3月4日                                                                                    | 史美                       |           |
| --                    | 韓德璽（W. L. Handyside）                          | 1935年3月 - 1935年11月                                                                                         | 佘義                       |           |
| --                    | 安士棣（George E. S. Upsdell）                     | 1937年3月 - 1937年12月                                                                                         | 佘義                       |           |
| 3.                    | 華靈頓（Harold George Wallington）                 | 1939年3月4日- 1941年12月25日                                                                                   | 梳利士                     |           |
| 4.                    | 富嘉新（J. J. Ferguson）                           | 1946年10月 - 1947年7月                                                                                         | 柳惠露                     | [ 註 22 ] |
| 5.                    | 威爾遜（J. M. Wilson）                             | 1947年8月 - 1951年9月10日                                                                                      | 柳惠露                     |           |
| 6.                    | 沙堅信（Charles W. Sargison）                      | 1951年9月10日 - 1954年7月19日                                                                                  | 高詩雅                     |           |
| 7.                    | 梁鳯岐（F. K. Leung）                              | 1954年7月19日 - 1957年1月3日                                                                                   | 高詩雅                     | [ 註 23 ] |
| 8.                    | 沙堅信（Charles W. Sargison）                      | 1957年1月3日 - 1960年7月                                                                                       | 高詩雅                     |           |
| --                    | 郭士熙（Geoffrey Shervill Coxhead）                | 1958年7月 - 1959年3月                                                                                          | 高詩雅                     |           |
| 9.                    | 郭士熙（Geoffrey Shervill Coxhead）                | 1960年9月 - 1967年6月                                                                                          | 高詩雅                     | [ 註 24 ] |
| --                    | 賀威爾（P. R. Halliwell）                          | 1963年1月 - 1963年8月                                                                                          | 唐露曉                     |           |
| 10.                   | 祈立德（H. W. Clarke）                             | 1967年6月 - 1971年6月                                                                                          | 簡乃傑                     | [ 註 25 ] |
| --                    | 麥尼爾（H. N. McNeill）                            | 1969年4月 - 1970年1月                                                                                          | 簡乃傑                     |           |
| 11.                   | 馬丹（D. R. Madan）                                | 1971年6月 - 1977年10月                                                                                         | 簡寧                       | [ 註 26 ] |
| 12.                   | 朱家輝（K. F. Chu）                                | 1977年10月 - 1986年8月                                                                                         | 陶建                       | [ 註 27 ] |
| 13.                   | 潘煒棠（W. T. Poon）                               | 1986年9月 - 1998年12月                                                                                         | 韓達誠                     | [ 註 28 ] |
| --                    | 梁植穎（Liang Zhi-ying） 代校長 (acting principal) | 1992年7月 - 1992年8月 1994年7月 - 1994年8月 1995年7月 - 1995年8月 1996年7月 - 1996年8月 1996年12月 - 1997年8月 |                            | [ 註 29 ] |
| 14.                   | 何汝淳（Ho Yue-shun）                              | 1997年9月 - 2010年8月                                                                                          | 王永平                     | [ 註 30 ] |
| 15.                   | 陳胡美好（Nancy Chan Woo Mei-hou）                 | 2010年9月 - 2016年8月                                                                                          | 孫明揚                     | [ 註 31 ] |
| 16.                   | 鄧啟澤（Tang Kai-chak）                            | 2016年8月 - 2022年                                                                                             | 吳克儉                     | [ 註 32 ] |
| 17.                   | 黃秋玲（Fiona Wong Chau-ling）                     | 2022年 - 2023年                                                                                                | 蔡若蓮                     | [ 註 33 ] |
| 18.                   | 鄧啟澤（Tang Kai-chak）                            | 2023年 - 2024年                                                                                                | 蔡若蓮                     | [ 註 34 ] |
| 19.                   | 黃秋玲（Fiona Wong Chau-ling）                     | 2024年 - | 蔡若蓮                     | [ 註 35 ] |

## 學術
自香港大學入學試在1913年首次舉辦以來，英皇書院一直作為香港大學的重要生源。早期，英皇書院會保送第二班（Class 2）及第一班（Class 1）學生參與三場由香港大學舉辦的考試—香港大學入學試、香港大學初級本地考試，以及香港大學高級本地考試。入學試、初級試和高級試後來在1935年改為香港大學中學畢業會考（University of Hong Kong School Certificate Examination），對象是第一班學生；1937年，教育司署接辦中學畢業會考，易名為香港中學畢業會考（Hong Kong School Certificate Examination），對象是第二班學生。香港大學亦於1938年復設香港大學入學試，對象為第一班學生。
首屆香港大學中學畢業會考（香港中學會考的前身）共有考生674名，236名考生成功獲取證書。其中，英皇書院的考生共60名，34名考生獲取證書，為全港最多。而首屆香港中學畢業會考的考生共721名，423名考生成功獲取證書。其中，英皇書院的考生共75名，70名考生獲取證書，5名考生取得優等成績。時任英皇書院掌院祈惠霖（兼任代理教育司）分別於1938年和1939年作為考試委員會執行委員會的成員。香港中學畢業會考在1974年與中文中學會考合併成香港中學會考（Hong Kong Certificate of Education Examination）；而香港大學入學試後來亦在1980年改為香港高級程度會考（Hong Kong Advanced Level Examination）。
對於有意申請外國院校的學生，可以報考牛津本地考試（Oxford Local Examinations）。該考試的前身是在1886年引入的劍橋本地考試（Cambridge Local Examinations），在1888年改為牛津本地考試。牛津本地考試和劍橋本地考試均為升讀外國院校所設，並附設獎學金制度。英皇書院學生素有投考牛劍的傳統，以往歷年都有不少學生取得英國劍橋大學或牛津大學的入學資格。其中在1984年，書院分別有4位學生憑獎學金升讀劍橋、2位學生憑獎學金升讀牛津，當中有一人在牛津大學的學院考試取得第一名。在1987年，書院有6位學生升讀牛津大學。
戰後，六年級（Lower 6）及高級六年級（Upper 6）學生可以應考倫敦普通教育文憑考試（GCE），該考試主要用作報讀海外院校，亦被香港大學承認，可以用作入學申請。1956年，中六年級學生通過倫敦普通教育文憑考試取得香港大學入學資格者計有3名。
在1979至1993年間，英皇書院的中六、中七年級生可以選擇投考香港高等程度會考（Hong Kong Higer Level Examination），以該考試成續報讀四年制的中文大學。英皇書院的中六年級生如選擇投考香港高等程度會考，便會在該年中六畢業離校，不會升讀中七。於1979年設立的香港高等程度會考，前身是於1964年首次舉辦的香港中文大學入學試，以新亞、聯合、崇基三間學院為基礎。
2011年，三三四學制實行，香港中學會考和香港高級程度會考被撤销，中六年級生改為應考香港中學文憑考試。在2010年的末代香港中學會考，英皇書院中五應考學生共185人，應考科目共17科。全校考生考取優等共226個，考取優良數目合共935個，全級共有7名學生取得7優、3名學生取得8優、1名學生取得9優及1位學生取得10優成績。至於同年的香港高級程度會考，英皇書院中七應考學生共111人，共獲取178個優良成績，全級共有2名學生取得3優及7位學生取得2優成績。
惟值得注意一點，在香港中學會考年代，英皇書院的人均優良率一直相當高，但「十優狀元」卻相對於其他傳統名校為少，這是由於過去校方只會鼓勵學生應考八至九科，因此歷來有不成比例的學生考獲八優或九優，而非十優。這情況並非只在英皇書院出現，例如傳統名校嘉諾撒聖瑪利書院的學生亦曾有類似處境。於1994年英皇書院首次出現十優狀元。於2004年出現另一位十優狀元。於2010年最後一屆的中學會考，學生呂旻軒考獲十優，卷面分數總分更是全港第一，獲香港中英學者基金頒發“莫鳳麟獎學金”“Charles Frankland Moore Award”。
在歷屆香港中學文憑考試，英皇書院是產生最多文憑試「7科5**狀元」（在甲類科目中至少3個選修科及4個核心科獲得5**成績）的學校之一。近年，幾乎每屆都有英皇書院中六年級生於文憑試應考七個科目同時應考數學延伸部分（在甲類科目中的3個選修科、4個核心科及數學延伸），競逐「超級狀元」頷頭；進取者甚至會報考八科科目。

### 榮譽及獎項

#### 英皇書院「元首勳章」（The Dux Medal）
英皇書院的元首勳章是校內的最高榮譽獎項，每年授與一名傑出兼品格優良的中五/中六年級生，獲獎者的名稱會被刻上校舍禮堂的「英雄榜」。元首勳章由英皇書院同學會在1954年開始頒發，當年獎金為2,500元。首位元首勳章得主是 U Tat Ming。
元首勳章（Dux Medal）的英文名稱「Dux」源自拉丁文，有「最高領袖」、「首領」或「元首」的意思。在蘇格蘭、南非、澳大利亞和新西蘭等英聯邦國家的中學亦有類似獎項，授與各年級在考試取得第一名，又或者在藝術或體育方面成就突出的學生。這些尖子會被分别稱為「Dux Litterarum」（學術領袖）、「Dux Artium」（藝術領袖）和「Dux Ludorum」（體育領袖）。

#### 學者（Scholars）
除了元首勳章及政府獎學金外，書院會授予多項由私人贊助的獎學金和獎項，當中包括：
- 李福善獎學金
- 莫理士獎學金（Morris, Alfred Scholarship）
- 郭少鎏獎學金（Kwok Siu Lau Scholarship）
- 梁鳳岐紀念獎學金（LEUNG Fung-ki Memorial Scholarship）
- 何東獎學金（Ho Tung Scholarship）
- 何甘棠獎學金（Ho Kam Tong Scholarship）
- 莫幹生獎學金（Mok Kon Sang Scholarship）
- 陳璧全獎學金（Chan Pek-chuen Scholarship）
- 陳秀蘭紀念獎學金（Chan Sau-lan Memorial Scholarship）
- 陳碩山獎學金（Chan Sek Shan Scholarship）
- 許祥獎學金（Hu Cheong Scholarship）
- 梅真理獎學金（Murjani Scholarship）
- 何生紀念獎學金（HO Sang Memorial Scholarship）
- 郭德律獎學金（Kwok Tak Leuk Prizes）
- 陸均秀紀念獎（Luk Kwan Sau Memorial Prize）

傳統上，只有獎學金得主才能被稱為「Scholar」（學者）；奬項得主則被稱為「Prize Winner」。

### 歷年公開試成績
在歷屆香港中學會考及香港中學文憑考試，英皇書院是產生最多會考「10A狀元」及文憑試「7科5**狀元」（在甲類科目中至少3個選修科及4個核心科獲得5**成績）的學校之一，截至2025年，共有8位，其中3位會考「10A狀元」及5位文憑試狀元，全港排名第9。
於2010年香港中學會考，學生呂旻軒為10優狀元，於當年中學會考卷面總分全港第一，獲「香港中英學術基金會學者聯會」「Hong Kong Sino-British Fellowship Trust Scholars' Association」頒發「莫鳳麟獎學金」「Charles Frankland Moore Award」。

#### 文憑試
| 香港中學文憑試（中六） |            |            |            |            |            |            |            |          |          |            |           |           |            |                |
|                        | 優異生人數 | 優異生人數 | 優異生人數 | 優異生人數 | 優異生人數 | 優異生人數 | 優異生人數 |          | 優良數目 | 優良數目   | 優良數目  | 優良數目  | 優良率     | 優良率         |
| 年份                   | 9個5**     | 8個5**     | 7個5**     | 6科5**     | 5科5**     | 4科5**     | 3科5**     | 考生人數 | 5**級    | 5*級或以上 | 5級或以上 | 4級或以上 | 人均 5**級 | 人均 4級或以上 |
| 2021                   |            |            |            |            | 1          | 1          | 6          | 122      |          |            |           | 597       |            | 4.89 ━         |
| 2020                   |            |            |            |            |            | 2          | 2          | 132      |          |            |           | 645       |            | 4.89▲          |
| 2019                   |            |            |            |            | 3          |            | 3          | 135      |          |            |           | 645       |            | 4.78▼          |
| 2018                   |            |            |            |            |            |            | 3          | 134      |          |            |           | 643       |            | 4.80▲          |
| 2017                   |            |            |            |            | 1          |            | 6          | 142      |          |            |           | 644       |            | 4.54▼          |
| 2016                   |            |            |            |            |            | 1          | 2          | 159      |          |            |           | 729       |            | 4.58▲          |
| 2015                   |            | 1          |            | 1          | 2          | 1          | 4          | 171      | 70       | 214        | 389       | 760       | 0.41       | 4.44▼          |
| 2014                   |            |            | 1          | 1          | 4          | 1          | 2          | 166      |          |            |           | 758       |            | 4.57▼          |
| 2013                   |            |            |            |            |            | 7          | 2          | 179      | 62       | 193        | 430       | 862       | 0.35       | 4.82▲          |
| 2012                   |            |            |            | 2          | —          | —          | —          | 159      | 79       | 193        | 352       | 715       | 0.50       | 4.50 ━         |

| 歷年文憑試各必修科成績（取得 5* 或以上的比例） 括號內為文憑試所有考生取得 5* 或以上的比例 |          |               |               |           |           |
| 年份                                                                                      | 考生人數 | 中國語文（%） | 英國語文（%） | 數學（%） | 通識（%） |
| 2021                                                                                      | 122      | 6 (4)         | 9 (4)         | 26 (6)    | 6 (4)     |
| 2020                                                                                      | 132      | 5 (4)         | 11 (4)        | 24 (6)    | 2 (3)     |
| 2019                                                                                      | 135      | 10 (4)        | 14 (4)        | 25 (6)    | 6 (4)     |
| 2018                                                                                      | 134      | 8 (4)         | 7 (3)         | 26 (6)    | 5 (3)     |
| 2017                                                                                      | 142      | —             | —             | —         | —         |
| 2016                                                                                      | 159      | 8 (4)         | 12 (4)        | 22 (6)    | 4 (4)     |
| 2015                                                                                      | 171      | 6 (3)         | 9 (3)         | 30 (6)    | 9 (4)     |
| 2014                                                                                      | 166      | 10 (3)        | 19 (4)        | 23 (5)    | 11 (4)    |
| 2013                                                                                      | 179      | 10            | 12            | 25        | 8         |
| 2012                                                                                      | 159      | 10            | 12            | 30        | 9         |

| 歷年文憑試各選修科/數學延伸成績（取得 5* 或以上的比例） 括號內為文憑試所有考生取得 5* 或以上的比例 |                  |                  |            |            |            |            |                             |                |            |            |                |            |
| 年份                                                                                               | 數學延伸一 （%） | 數學延伸二 （%） | 化學 （%） | 物理 （%） | 生物 （%） | 經濟 （%） | 企業、會計 與財務概論 （%） | 資訊科技 （%） | 地理 （%） | 音樂 （%） | 中國歷史 （%） | 歷史 （%） |
| 2021                                                                                               | 38 (13)          | 39 (17)          | 20 (10)    | 22 (11)    | 21 (8)     | 29 (7)     | 35 (6)                      | 20 (4)         | 24 (5)     | —          | —              | 33         |
| 2020                                                                                               | 34 (11)          | 14 (15)          | 23 (10)    | 20 (11)    | 26 (7)     | 13 (7)     | 42 (6)                      | 16 (4)         | 14 (5)     | —          | 6 (5)          | 13         |
| 2019                                                                                               | 16 (11)          | 36 (16)          | 22 (11)    | 23 (11)    | 19 (8)     | 15 (8)     | 25 (6)                      | 8 (4)          | 25 (4)     | —          | 10 (6)         | 26         |
| 2018                                                                                               | 13 (10)          | 60 (15)          | 38 (9)     | 27 (10)    | 22 (7)     | 10 (7)     | 22 (5)                      | 34 (3)         | —          | —          | 17 (5)         | 22         |
| 2017                                                                                               | —                | —                | —          | —          | —          | —          | —                           | —              | —          | —          | —              | —          |
| 2016                                                                                               | 32 (11)          | 48 (15)          | 26 (10)    | 23 (11)    | 26 (8)     | 18 (7)     | 14 (6)                      | —              | —          | 20 (8)     | —              | —          |
| 2015                                                                                               | 32 (12)          | 54 (17)          | 28 (10)    | 26 (11)    | 18 (8)     | 22 (7)     | 26 (6)                      | 9 (3)          | 10 (5)     | —          | 13 (5)         | 20         |
| 2014                                                                                               | 21 (11)          | 38 (15)          | 20 (10)    | 18 (11)    | 25 (7)     | 12 (7)     | 19 (5)                      | 19 (3)         | —          | —          | —              | 13         |
| 2013                                                                                               | 16               | 38               | 17         | 26         | 20         | 9          | 18                          | 33             | —          | —          | —              | 13         |
| 2012                                                                                               | —                | 65               | 25         | 35         | 14         | 11         | 9                           | 12             | —          | —          | 9              | —          |

#### 往績（1960-2012年）
| 會考（五年級/中五）            |            |            |            |            |          |          |          |
| 香港中學畢業會考（五年級）     |            |            |            |            |          |          |          |
|                                | 優異生人數 | 優異生人數 | 優異生人數 | 優異生人數 |          | 優良數目 | 優良數目 |
| 年份                           |            |            |            | 7優        | 考生人數 | 優       | 良       |
| 1960                           | —          | —          | —          | —          | 116      | 27       | 306      |
| 1961                           | —          | —          | —          | 1          | 128      | 45       | 316      |
| 香港英文中學畢業會考（五年級） |            |            |            |            |          |          |          |
| 年份                           |            |            |            |            | 考生人數 | 優       | 良       |
| 1962                           | —          | —          | —          | —          | 102      | —        | —        |
| 1963                           | —          | —          | —          | —          | 190      | —        | —        |
| 1964                           | —          | —          | —          | —          | 188      | 22       | —        |
| 1965                           | —          | —          | —          | —          | 186      | 34       | —        |
| 1966                           | —          | —          | —          | —          | 201      | 49       | 537      |
| 1967                           | —          | —          | —          | —          | 152      | 33       | 391      |
| 香港英文中學會考（五年級）     |            |            |            |            |          |          |          |
| 年份                           |            |            |            |            | 考生人數 | 優       | 良       |
| 1968                           | —          | —          | —          | —          | 160      | 33       | 376      |
| 1969                           | —          | —          | —          | —          | 173      | 57       | 400      |
| 1970                           | —          | —          | —          | —          | 185      | 56       | 431      |
| 1971                           | —          | —          | —          | —          | 161      | 50       | 423      |
| 1972                           | —          | —          | —          | —          | 156      | 64       | 491      |
| 1973                           | —          | —          | —          | —          | 159      | 41       | 456      |
| 1974                           | —          | —          | —          | —          | 160      | 66       | 398      |
| 1975                           | —          | —          | —          | —          | 160      | 125      | 470      |
| 香港中學會考（中五）           |            |            |            |            |          |          |          |
| 年份                           | 10優       | 9優        | 8優        | 7優        | 考生人數 | 優       | 良       |
| 1976                           | —          | —          | —          | —          | 160      | 189      | 573      |
| 1977                           | —          | —          | —          | —          | 155      | 161      | 563      |
| 1978                           | —          | —          | —          | —          | 157      | 112      | 590      |
| 1979                           | —          | —          | —          | —          | 159      | 163      | 443      |
| 1980                           | —          | —          | —          | —          | 145      | 183      | 489      |
| 1981                           | —          | —          | —          | —          | 171      | 161      | 522      |
| 1982                           | —          | —          | —          | —          | 176      | 339      | 571      |
| 1983                           | —          | —          | —          | —          | 227      | 213      | 673      |
| 1984                           | —          | —          | —          | —          | 192      | 167      | 558      |
| 1985                           | —          | —          | —          | —          | 189      | 148      | 478      |
| 1986                           | —          | —          | —          | —          | 181      | 180      | 493      |
| 1987                           | —          | —          | —          | —          | 188      | 194      | 523      |
| 1988                           | —          | —          | —          | —          | 190      | 170      | 564      |
| 1989                           |            | 2          | —          | —          | 187      | 241      | 502      |
| 1990                           |            | 4          | —          | —          | 186      | 282      | 520      |
| 1991                           | —          | —          | —          | —          | 182      | 154      | 523      |
| 1992                           | —          | —          | —          | —          | 184      | 175      | 527      |
| 1993                           | —          | —          | —          | —          | 180      | 131      | 508      |
| 1994                           | 1          | 4          | 4          | 6          | 187      | 235      | 475      |
| 1995                           | —          | —          | —          | —          | 180      | 184      | 569      |
| 1996                           | —          | —          | —          | —          | 186      | 188      | 536      |
| 1997                           | —          | —          | —          | —          | 184      | 173      | 529      |
| 1998                           | —          | —          | —          | —          | 193      | 155      | 511      |
| 1999                           |            | 1          | —          | —          | 195      | 151      | 519      |
| 2000                           |            | 2          | 4          | 1          | 198      | 187      | 581      |
| 2001                           |            | 1          | —          | —          | 187      | 248      | 486      |
| 2002                           | —          | —          | —          | —          | 190      | 232      | 647      |
| 2003                           | —          | —          | —          | —          | 197      | 192      | 604      |
| 2004                           | 1          | 2          | —          | —          | 193      | 167      | 576      |
| 2005                           |            | 2          | —          | —          | 194      | 172      | 444      |
| 2006                           |            | 1          | —          | —          | 185      | 147      | 579      |
| 2007                           | —          | —          | —          | —          | 180      | 191      | 686      |
| 2008                           |            | 1          | —          | —          | 188      | 157      | 608      |
| 2009                           | —          | —          | —          | —          | 191      | 119      | 580      |
| 2010                           | 1          | 1          | 3          | 7          | 185      | 226      | 709      |

| 高級程度會考（高級六年級/中七）    |            |            |            |            |          |          |          |
| 香港大學高級科入學試（高級六年級） |            |            |            |            |          |          |          |
|                                    | 優異生人數 | 優異生人數 | 優異生人數 | 優異生人數 |          | 優良數目 | 優良數目 |
| 年份                               |            |            |            |            | 考生人數 | 優       | 良       |
| 1960                               | —          | —          | —          | —          | 30       | 17       | —        |
| 1961                               | —          | —          | —          | —          | 40       | 10       | —        |
| 1962                               | —          | —          | —          | —          | 47       | 13       | —        |
| 1963                               | —          | —          | —          | —          | 45       | —        | —        |
| 1964                               | —          | —          | —          | —          | 41       | —        | —        |
| 1965                               | —          | —          | —          | —          | 75       | 27       | —        |
| 香港大學高級程度考試（高級六年級） |            |            |            |            |          |          |          |
| 年份                               | 5優        |            |            |            | 考生人數 | 優       | 良       |
| 1966                               | —          | —          | —          | —          | —        | 32       | —        |
| 1967                               | —          | —          | —          | —          | 96       | 29       | 88       |
| 1968                               | 1          | —          | —          | —          | 112      | 64       | 177      |
| 1969                               | —          | —          | —          | —          | 97       | 64       | 139      |
| 1970                               | —          | —          | —          | —          | 112      | 44       | 146      |
| 1971                               | —          | —          | —          | —          | 104      | 64       | 136      |
| 1972                               | —          | —          | —          | —          | 109      | 35       | 209      |
| 1973                               | —          | —          | —          | —          | 106      | 52       | 139      |
| 1974                               | —          | —          | —          | —          | 116      | 59       | 164      |
| 1975                               | —          | —          | —          | —          | 106      | 54       | 195      |
| 1976                               | —          | —          | —          | —          | 102      | 59       | 154      |
| 1977                               | —          | —          | —          | —          | 120      | 82       | 147      |
| 1978                               | —          | —          | —          | —          | 124      | 80       | 176      |
| 1979                               | —          | —          | —          | —          | 115      | 67       | 162      |
| 1980                               | —          | —          | —          | —          | 115      | 76       | 147      |
| 1981                               | —          | —          | —          | —          | 107      | 94       | 202      |
| 香港高級程度會考（中七）           |            |            |            |            |          |          |          |
| 年份                               | 5優        | 4優        | 3優        | 2優        | 考生人數 | 優       | 良       |
| 1982                               | —          | —          | —          | —          | 103      | 91       | 195      |
| 1983                               | —          | —          | —          | —          | 104      | 56       | 211      |
| 1984                               | 1          | 3          | —          | —          | 113      | 96       | 216      |
| 1985                               | —          | —          | —          | —          | 100      | 85       | 189      |
| 1986                               | —          | —          | —          | —          | 84       | 99       | 175      |
| 1987                               | —          | —          | —          | —          | 72       | 95       | 157      |
| 1988                               | —          | —          | —          | —          | 75       | 77       | 143      |
| 1989                               | —          | —          | —          | —          | 92       | 117      | 175      |
| 1990                               | 3          | 5          | —          | —          | 89       | 62       | 116      |
| 1991                               | 3          | 4          | 4          | —          | 73       | 62       | 111      |
| 1992                               | —          | —          | —          | —          | 70       | 54       | 149      |
| 1993                               | —          | —          | —          | —          | 107      | 45       | 136      |
| 1994                               | —          | —          | —          | —          | 113      | 49       | 132      |
| 1995                               | —          | —          | —          | —          | 115      | 37       | 183      |
| 1996                               | —          | —          | —          | —          | 109      | 83       | 154      |
| 1997                               | —          | —          | —          | —          | 118      | 38       | 157      |
| 1998                               | 1          | —          | —          | —          | 115      | 62       | 150      |
| 1999                               | 1          | —          | —          | —          | 119      | 56       | 163      |
| 2000                               |            | 1          | 8          | —          | 126      | 62       | 162      |
| 2001                               | —          | —          | —          | —          | 124      | 44       | 169      |
| 2002                               | —          | —          | —          | —          | 116      | 51       | 179      |
| 2003                               | —          | —          | 7          | —          | 105      | 44       | 155      |
| 2004                               | —          | —          | —          | —          | 110      | 44       | 178      |
| 2005                               | —          | —          | —          | —          | 109      | 43       | 130      |
| 2006                               | —          | —          | —          | —          | 105      | 20       | 148      |
| 2007                               | —          | —          | —          | —          | 106      | 19       | 145      |
| 2008                               | —          | —          | —          | —          | 107      | 24       | 132      |
| 2009                               | —          | —          | —          | —          | 114      | 20       | 144      |
| 2010                               |            |            | 2          | 7          | 111      | 32       | 146      |
| 2011                               |            |            | 2          | 3          | 111      | 25       | 165      |
| 2012                               | —          | —          | —          | —          | 107      | 31       | 199      |

### 著名優異生（摘錄）

#### 香港中學文憑試狀元
- 2014年（7科5** 狀元）：麥志鏘，于香港大學修讀内外全科醫學士。[98][99]
- 2015年（8個5** 超級狀元）：陳樂邦，于香港大學修讀内外全科醫學士。[100][101]
- 2022年（7科5** 狀元）：甘仲軒，於香港中文大學修讀內外全科醫學士課程 - 環球醫學領袖培訓專修組別。[102][103]
- 2024年（超級狀元）：葉劭源，于香港大學修讀内外全科醫學士。[104][105]
- 2025年（超級狀元）：容卓言，計劃于香港大學修讀内外全科醫學士。 [106][107]

#### 香港中學會考狀元
- 張錫憲：1963年會考8優狀元，當屆全港最佳成績；八名沙士抗疫英雄之一；於香港大學獲內外全科醫學士。[108]
- 何旭：1989年會考9優狀元；憑尤德爵士紀念基金海外獎學金負笈美國麻省理工學院。[109][110]
- 時景賢：1989年會考9優狀元[109]
- 譚子群：1994年會考10優狀元（同屆會考成績：1名取得10優、4名取得9優及4名取得8優）[78][111][112]
- 盧偉強：2004年會考10優狀元，於香港大學獲內外全科醫學士。（同屆會考成績：1名取得10優、2名取得9優）[113][114]
- 呂旻軒：2010年會考10優狀元，當年中學會考總分全港第一，獲「香港中英學術基金會學者聯會」「Hong Kong Sino-British Fellowship Trust Scholars' Association」頒發「莫鳳麟獎學金」「Charles Frankland Moore Award」，於香港大學獲內外全科醫學士。 [89][114]（同屆會考成績：1名取得10優、1名取得9優及3名取得8優）

#### 香港中學會考成績優異生
- 劉熾平：1990年會考9優；現任騰訊公司總裁及執行董事。畢業後負笈美國升學，獲密西根大學電子工程學士學位、史丹福大學電子工程碩士及西北大學凱洛格管理學院工商管理碩士學位。[115][116]
- 賴智明：1990年會考9優；現任騰訊公司副總裁。畢業後負笈美國升學，獲麻省理工學院計算機學士及碩士學位，輔修經濟學，並於哈佛大學商學院獲得工商管理碩士學位。[115]
- 林思泳：1990年會考9優[115]
- 郭忠田：1990年會考9優[115]
- CHEUNG Wai-ki：1999年會考9優[78]
- CHEUNG Chi-kin, Eric：2000年會考9優1良[78]
- CHEUNG Hing-ming：2000年會考9優[78]
- HUI King-lam：2001年會考9優[78]
- Tam Ka-lun：2005年會考9優；憑獎學金負笈美國哈佛大學。[78]
- David Lee：2005年會考9優[78]

#### 香港高級程度會考A-level狀元
- 蔡凤仪：A-level 女狀元，當年總分全港第一
- 洪凱兒：1999年A-level 5優女狀元[78][117]
- YEUNG Man-kin：2001年A-level 5優狀元[78]

#### ⁣劍橋大學香港校友會「菲臘親王獎學金」得主
- LEE Man-sing：1986年⁣菲臘親王獎學金得主，負笈劍橋大學。[74]

#### 牛津大學瓦德漢學院「李兆基獎學金」得主
- 廖曉鐘：1984年得主，負笈牛津大學。[118]（A-level 4優狀元；同屆 A-level 成績：1名取得5優及3名取得4優；同屆有4名憑獎學金負笈劍橋、2名負笈牛津）[74]
- KWAN Tak-ming：1986年得主，負笈牛津大學。（同屆有1名憑獎學金負笈劍橋、2名負笈牛津）[74]
- 薛兆坤：1986年得主，負笈牛津大學。（A-level 4A1C）[74][119]
- LI Yau-tsun：1987年得主，負笈牛津大學。（同屆有6名負笈牛津）[74]
- 蔡樹鴻：1989年得主，負笈牛津大學修讀數學科。（A-level 4A1B）[74][120]
- 郭蔚青：1990年得主，負笈牛津大學修讀生物化學科。（A-level 3A1C）（同屆有1名憑獎學金負笈劍橋、1名負笈牛津）[74][121]
- 許迪：1991年得主，負笈牛津大學修讀數學電腦科。[122]（同屆 A-level 成績：3名取得5優、4名取得4優及4名取得3優）[74]
- 吳光祿 ：2000年得主，負笈牛津大學修讀法律。（A-level 4優狀元；同屆 A-level 成績：1名取得4優及8名取得3優）[78]

## 收生
1950年代之前，英皇書院的收生準則是學生在書院自辦的入學考試、面試的表現，以及其家庭背景。這類似於該年代其他英文書院的收生準則，不論是官辦或民辦學校。1933年及1935年的政府行政報告均有紀錄，英皇、皇仁兩所書院的高班（Upper Schools）設有一個共同的入學考試，由教育司署主辦，每年免費開放給整個殖民地的學校學生報考，附設獎學金制度。1933年入學試考生共327名，其中188名成功通過考核，取得入學資格，升讀兩所書院的第三班（Class 3）。
直至1950年代，由教育司署統籌的香港小學會考創立，英皇書院開始以學生的公開考試成績來決定該學生能否入讀。1962年，教育司署設立香港中學入學考試取代小學會考，再到1978年在「九年免費教育」實施之後，中學入學試亦被廢止，取而代之的是在1978年推行的中學學位分配辦法當中的香港學業能力測驗。學能測驗在2001年後被取消，學校改為參考學生歷年小學校內考試的成績來評核其學力。
現時英皇書院的中一收生程序是按照由教育署在2007年最新修定的香港中學學位分配辦法進行，該校在2020-2021學年的中一學位共144個，其中43個為自行收生學位，除了必須設立的8個重讀生位外，其余93個學位會用作不受校網限制的甲部統一派位（7個），以及受校網限制的乙部統一派位（86個）。乙部統一派位的86個學位之中，有23個學位會保留給英皇書院的四間聯繋小學的學生，這四間聯繋小學分別是中西區的般咸道官立小學、李陞小學（共11個）和南區的香港南區官立小學（共12個）。
該校在2020-2021學年經由自行收生及統一派位（甲部+乙部及聯繫小學）錄取的中一年級生來自以下小學：
- 聯繋小學：香港南區官立小學（11位）、李陞小學、般咸道官立小學
- 中西區11校網：聖公會聖彼得小學（14位）、英皇書院同學會小學、英皇書院同學會小學第二校（9位）、聖公會基恩小學（7位）、聖安多尼學校（7位）、聖公會呂明才紀念小學（5位）、聖嘉祿學校（4位）、香港潮商學校（3位）、中西區聖安多尼學校（2位）、新會商會學校、聖公會聖馬太小學等
- 灣仔區12校網：聖公會聖雅各小學、軒尼詩道官立小學（1位）等
- 東區14校網：北角官立小學（1位）、北角循道學校（1位）等
- 東區16校網：中華基督教會基灣小學（愛蝶灣）（3位）、中華基督教會基灣小學（1位）、天主教明德學校等
- 南區18校網：聖公會田灣始南小學（1位）、鴨脷洲街坊學校（1位）、華富邨寶血小學、海怡寶血小學等
- 油尖旺區31校網：油蔴地天主教小學（海泓道）（2位）、德信學校（1位）、油蔴地天主教小學（1位）等
- 觀塘區48校網：聖公會德田李兆強小學（5位）等
- 荃灣區62校網：香港浸信會聯會小學（1位）等
- 葵青區65校網：聖公會仁立紀念小學（1位）等
- 大埔區84校網：香港教育大學賽馬會小學等
- 西貢區95校網：將軍澳天主教小學等
- 離島區97校網：青松侯寶垣小學（2位）、中華基督教會長洲堂錦江小學（1位）等
- 私立小學：聖類斯中學（小學部）等

除此之外，往屆錄取的中一年級生亦有來自黃大仙區的華德學校、大埔區的大埔舊墟公立學校、沙田區的香港道教聯合會純陽小學、離島區的嗇色園主辦可譽中學暨可譽小學、聖公會偉倫小學、救世軍林拔中紀念學校、長洲聖心學校、寶安商會溫浩根小學、荃灣區的深井天主教小學等。

### 編班試
英皇書院中學一年級生在入學後，需要應考「中一入學前香港學科測驗」（俗稱編班試），該試決定該學生於中學一年級被分發到哪一班別（精英班、非精英班），以及用作調整該學生所屬小學的往後數屆小六學生的呈分試成績。中一入學前香港學科測驗的成績每隔兩年需提交教育局一次，用作上述調整的樣本。
| EDB Pre-S1 平均分 |          |          |          |          |          |          |
|                   | 英皇書院 | 英皇書院 | 英皇書院 | 全港平均 | 全港平均 | 全港平均 |
|                   | Chi      | Eng      | Math     | Chi      | Eng      | Math     |
| 2015 ~2016        | 92.90    | 80.20    | 86.90    | 52.99    | 49.67    | 57.64    |
| 2014 ~2015        | 85.90    | 80.60    | 88.20    | 52.99    | 49.67    | 57.64    |
| 2013 ~2014        | 83.50    | 80.60    | 85.50    | 49.63    | 49.43    | 59.98    |
| 2012 ~2013        | 82.80    | 78.40    | 78.40    | 49.63    | 49.43    | 59.98    |

### 收生自由度
英皇書院與香港其他官立中學、資助中學一樣，其收生自由度相較香港的直資中學、私立學校、國際學校為低，受教育局的學位分配辦法所限制。該校只有約30%的學額可供校方自由選擇新生，其餘約65%學額的收生由教育局所掌握，學生會按小學呈分試成績分組，依選校意願隨機分配學位。除非教育局重新修訂學位分配辦法，廢止硬性的分地區統一派位，讓全港官津中學可以100%自行收生，又或者英皇書院自行轉制，成為可以自主選擇参與分區統一派位與否的直資中學，有助取回收生自主權，亦使全港各區、有意報讀的學生可以不受校網所限，享有平等的報讀機會，否則這種情況將會持續。
英皇書院每年吸引超過500份、來自全港各區的自行收生報名表，大部分報名學生的條件非常優秀，惟教育局只容許43個自行收生學位，因此，只有不足10%的報名學生能夠在自行分配階段成功入讀。

## 近年事件

### 修改校徽（1997年）
英皇書院校徽的象徵設計爲中心的校盾，校盾式樣於1928年出版，以紅色作爲底色，最中心爲太陽。戰後經歷調整，沿用戰前設計，增添書本樣式和「KC」字樣，後來書本被改成兩行白箭咀，寓意「進步向上」，設計上更明快簡潔。在英治時代，校盾上方綴有聖愛德華皇冠，象徵英國皇權。在香港回歸後，出於政治、民情等各種原因，校盾上的皇冠已覺不合時宜，遂改用「賢達賫書」的式樣替代，書本上寫有校名「英皇」二字，下方的五顆有色寶石分别寓意德、智、體、群、美五育。
英皇書院是香港三所因回歸而修改校徽的中學之一，另外兩所分別為皇仁書院和伊利沙伯中學。

### 轉制直資提議（2005年）
2005年，舊生組織英皇書院同學會通過，支持英皇書院轉為以直資中學的形式辦學，希望借此收回錄取新生的自主權。英皇書院在校友推動下，與香港教統局展開轉制討論。教統局曾就英皇轉制直資問題，完成了一份顧問報告。報告建議英皇書院轉直資後，公務員教師可依「借調」的模式留任。這類似於香港醫院管理局的運作。教統局亦初步設定轉制時間表，過程會遁序漸進，認為轉制完成最快都要2007年。教統局當局對英皇書院研究轉直資持開放態度。至於家長憂慮的學費問題，校友代表郭天福強調英皇書院轉制直資亦不會收取高昂學費，「有辦得好的直資學校，每年學費亦少於二萬，英皇書院學費亦會有限。」
英皇書院學校管理委員會校友代表郭天福醫生解釋英皇轉制直資的背後原因，指當年教統局改革升中派位制度，導致英皇書院收生質素下滑，學生質素的好壞直接影響教學成效，「這是近年教統局推行教育社會主義造成，我們只想學校收生引入市場機制，讓好學生可以入讀英皇。」
自香港政府在1991年推行直接資助計劃起，不少香港傳統名校為減少所受到的限制，決定轉為直接資助學校。當中拔萃男書院和拔萃女書院先後在2003年和2006年轉制直資，聖保羅書院和聖保羅男女中學先後在2001年和2002年加入直接資助學校計劃，英華書院和聖士提反書院則在2008年轉制直資。此外，聖士提反女子中學曾在2013年考慮轉為直資學校，香港華仁書院亦曾在2018年申請轉制。

### 自願減班爭議（2011年）
2011年，因應香港適齡學童人數下降，為解決中學殺校危機，教育局推出自願優化班級結構計劃。按照既有程序，英皇書院會就應否減班召開校管會，在辯論後進行表決。然而，時任教育局首席教育主任兼英皇校管會主席譚貫枝在強烈反對聲中，代表局方宣布英皇書院將參與減班計劃，並拒絕表決。事件引起校友、家長不滿。多名校董抗議譚貫枝強行決定減班，直指學校「被迫自願減班」。英皇校友會主席、前天文台長林超英在會議後在其網誌發文，質疑政府公信力。另一參與會議的校友兼校董鄭文容批評「這是一個不現代的解決辦法」，又暗諷教育局一意孤行。
2011年2月28日，由香港電台電視部製作的每週新聞紀錄片電視節目《鏗鏘集》以該事件作為主題，標題為「何謂自願減班」。

## 著名舊生
在英皇書院就讀的學生和校友，分別會被稱為「Kingsians」和「Old Kingsians」。英皇書院的校友名單包括多位影響力人物，其中多位校友服務於政界、法律界，以及從事公務，除了香港前任特首、現全國政協副主席梁振英之外，有「香港法律元老」之稱的李福善亦畢業於該校，他是香港首位華人高等法院按察司，並曾表態參選第一屆香港特首選舉。另一位香港政界元老鍾士元爵士亦曾就讀該校。前廣州市委書記鐘明為書院最早期的畢業生之一。此外還包括現任香港終審法院常任法官林文瀚、前銓敘司及運輸司高禮和、前勞工及福利局局長羅致光、前香港財經事務及庫務局局長陳家強、前運輸局局長萧炯柱等人。香港天文台三任台長：林鴻鋆、林超英及李本瀅皆在英皇書院完成中學教育。香港警務處兩位前處長：在1989年出任皇家香港警務處處長的李君夏及香港回歸後首任處長許淇安亦在名單之內。名單中還包括多位前任和現任議員，遍及香港行政、立法、鄉事、地區各個諮詢機關，當中有林順潮、許賢發、招顯洸、楊少初等人。
此外，多位傳媒大亨亦與該校甚有淵源。香港經濟日報集團創辦人馮紹波、香港商業電台創辦人何佐芝等人就畢業於英皇書院。英皇書院亦是多位億萬富豪的母校，他們包括前英資貿易行會德豐最大股東張玉良、前協成行集團主席方潤華、前利豐集團主席馮漢柱和合和實業榮譽主席胡文瀚。名單中還包括多位巨型企業的創辦人及高級管理層，包括現任騰訊公司總裁劉熾平，他於2017年入圍全球五十大最具影響力人物，另一位騰訊公司高層—副總裁賴智明亦是該校舊生，他與劉熾平同是騰訊「香港幫」的代表人物。長江和記實業及長江實業集團副董事總經理甘慶林、恆基兆業副主席林高演、恒隆集團及恒隆地產行政總裁盧韋柏亦曾就讀該校。前通用電氣亞太區總裁黃廣揚、前思捷環球主席柯清輝、前科勒厨卫集团總裁阮家明等人亦為該校校友。多個著名的品牌的創辦人亦是英皇生，包括大家樂創辦人羅騰祥、大快活創辦人羅芳祥等人。於六十年代創製恒生指數及恒生消費物價指數的關士光亦曾就讀該校，該指數已成為反映香港股市行情最為重要的一項指標。
在舊學制底下，英皇書院的預科班中的低級及高級六年級（Lower & Upper 6）都有一個班教授醫學相關的生物、化學及物理課目，為學生進入香港大學醫學院作準備，素有「醫生預備班」的美譽。該校是香港近七百位醫生的母校。英皇書院在醫學界的著名人物有香港醫學會前會長方心讓爵士及沙士抗疫英雄張錫憲等人。
英皇書院培育出相當多的教育家，這是該校另一項顯著的特點，他們包括香港中文大學共同創校人鄭棟材、香港中文大學第二任校長馬臨、香港中文大學前副校長方心謹、香港理工大學前副校長高贊明、香港大學前教務長韋永庚、香港中文大学文学院兩任院长：羅炳良和劉殿爵、香港大學工程學院前院長吳冬生、香港科技大學工學院前院長高秉強，以及加拿大多倫多大學嘉堡分校前校長信廣來等人，還有無數大學教授，以及服務於不同教育機構的教職員。多位科學界名人都在英皇書院接受中學教育，如香港科學院創院院士鄧青雲。此外還有碗形液晶的發明人林磊。
自香港授勳及嘉獎制度於1997年創立以來，英皇書院的校友之中有6位獲授大紫荊勳章，當中包括梁振英、李福善和方心讓等人。除此之外，校友累計共獲授金紫荊星章12面、銀紫荊星章17面、銅紫荊星章12面、榮譽勳章4面。

### 學術及教育界
| - 信廣來：哲學家，前加拿大多倫多大學嘉堡分校校長 - 鄭棟材，OBE，JP：聯合書院第三任校長，香港中文大學共同創校人 - 鄧青雲：物理學家，香港科學院創院院士，首位榮膺沃爾夫化學獎的華人 - 钟香崇：材料學家，中國科學院院士 - 冯又嫦：氣象學家，中華民國中央研究院院士 - 張念坤：前香港應用科技研究院行政總裁 - 陈世松：醫學家，美国俄勒冈州医学药理学研究所主席 - 劉殿爵：語言學家，前香港中文大學文學院院長 - 罗炳良：前香港中文大学文學院院長 - 高秉強：前香港科技大學工學院院長 - 王毅远：地質學家，前新加坡南洋理工大学土木与環境工程學院助理院長 - 金應熙：歷史學家，前廣東省社會科學院副院長 - 湯啟康，BBS：前香港教育署副署長 - 雷震寰：香港理工大學校董 - 陳麗雲：香港大學社會科學院副院長 - 羅宗淦：前香港助理教育司 - 梁乃江，SBS，BBS，MBE，JP：前香港演藝學院校董會主席 | - 馬臨，CBE，JP：生物化學家，香港中文大學第二任校長，中大醫學院、逸夫書院共同創辦人 - 吳冬生：前香港大學工程學院院長 - 蔡宇略：前香港工程科學院院長 - 周敬流：香港科技大學理學院副院長 - 彭敬慈，MH：前香港教育學院副院長 - 邱歡智：香港演藝學院校董 - 單周堯：香港能仁專上學院副校長、文學院院長暨中文系主任，前香港大學中文學院主任 - 戴希立，BBS，JP：港區全國政協委員，被喻為香港教育改革的「三頭馬車」之一 - 方心謹：前香港中文大學副校長 - 韋永庚：前香港大學教務長，大學聯合招生辦法（JUPAS）設計師之一 - 梁乃鹏，GBS，OBE，JP：香港中文大學校董會主席 - 岑才生，SBS，MBE，OBE，JP：報業世家岑維休家族成員，前香港中文大學聯合書院校董會主席 - 宋常康：前香港中文大學崇基學院校董 - 胡熙德：香港葛量洪師範學院第二任院長 - 羅宗熊：前香港葛量洪師範學院院長 - 高赞明：香港理工大学前副校长 |

### 其他界別（摘錄）
| - 張玉良：張祝珊家族第二代掌門，華人富商，前英資大行會德豐最大股東 - 羅肇唐：羅肇唐家族掌門，地產商裕泰興創辦人 - 馮漢柱，OBE：馮柏燎家族第二代掌門，前利豐集團主席、前立法局非官守議員 - 方潤華，GBS，SBS，MBE，JP：方樹泉家族第二代掌門，前協成行集團主席 - 李福善，大紫荊勳賢：李佩材家族第三代成員，香港首位華人高等法院按察司 - 何佐芝，GBS，OBE，JP：何東家族第二代成員，香港商業電台創辦人 - 羅騰祥：羅桂祥家族第一代成員，大家樂創辦人 - 羅芳祥：羅桂祥家族第一代成員，大快活創辦人 - 胡文瀚，OBE，JP：胡忠家族第二代成員，合和實業榮譽主席 - 方心讓爵士，大紫荊勳賢，CBE，JP：方振武家族第二代成員，復康之父 - 方敏生，JP：方振武家族第三代成員，方心讓爵士的女兒，前香港社會服務聯會行政總裁 - 胡寶星爵士：胡兆熾家族第二代成員，胡關李羅律師行創辦人 - 甘慶林，OBE，JP：李嘉誠家族成員，長江和記實業副董事總經理 - 梁振英，大紫荊勳賢，GBS，JP：前香港特別行政區行政長官、全國政協副主席 - 馮紹波，GBS：香港經濟日報集團主席及創辦人 - 劉熾平：騰訊公司總裁 - 盧韋柏：恒隆地產行政總裁、前花旗銀行港澳區行長及行政總裁 - 黃廣揚，MH：前通用電氣亞太區總裁 - 關士光，MBE：恒生指數之父 - 许贤发，OBE，JP：前行政局及立法局議員 - 招顯洸，OBE，JP：前行政局及立法局議員 - 楊少初，OBE，JP：前立法局議員以及鄉議局議員、首位來自新界的原居民律師 - 林順潮，JP：現任立法會議員、第十一屆港區全國人大代表 - 鐘明：前廣州市委書記 - 黃建立，GBS：中華人民共和國廣東省政協委員及常委、前中華人民共和國全國人大代表 - 范佐浩，SBS，BBS，JP：前香港交易所非执行董事 - 高禮和，CBE：前香港銓敘司及運輸司 - 蔡元雲，SBS，JP：突破機構創辦人及榮譽總幹事 - 許招賢，BBS：前香港水警總警司 - 梁廣灝，SBS，OBE，JP：前香港工程師學會會長、前九廣鐵路總裁 | - 梁剛銳，BBS，JP：香港運輸物流協會會員事務委員會主席 - 陸貽信，BBS，SC：前香港律政司首席政府律師 - 羅致光，GBS，SBS，JP：前香港勞工及福利局局長 - 林超英，SBS，JP：前香港天文台台長 - 林鴻鋆，SBS，JP：前香港天文台台長 - 陳家強，GBS，SBS，JP：前香港財經事務及庫務局局長 - 杜永恒，JP：社會福利署署長 - 鄭慕智，大紫荊勳賢，GBS，OBE，JP：行政會議成員，現任保險業監管局主席。 - 林文瀚：香港終審法院常任法官 - 林高演，SBS：恆基兆業副主席 - 李君夏，CBE，QPM，CPM：前皇家香港警務處處長兼首位華人警務處長 - 許淇安，GBS，CBE，QPM，CPM：前香港警務處處長 - 劉玉權，SBS，QPM，CPM：前警務處副處長 - 梁豐順，BBS：前警務處副處長 - 黃燦光，OBE：前皇家香港警務處副行動處處長 - 李本瀅，SBS，JP：前香港天文台台長 - 李令翔，JP：香港按揭證券有限公司總裁 - 吳永順，SBS，JP：前香港建築師學會會長，海濱事務委員會主席 - 柯清輝，SBS，JP：前思捷環球主席 - 鍾士元爵士，大紫荊勳賢，GBE，JP：前行政局及立法局首席非官守議員、前行政會議召集人 - 萧炯柱，GBS，CBE，JP：前規劃地政局局長、前中央政策組首席顧問 - 麦嘉晋：民主思路理事及政策实验室召集人 - 戴東嶽，BBS，MBE：前香港太平山獅子會會長 - 廖長城，大紫荊勳賢，GBS，SBS，SC，JP：前行政會議成員 - 劉勵超，SBS，JP：前香港地政總署署長 - 梁銘彥，OBE︰前人民入境事務處處長 - 陳富強，BBS：屯門醫院管治委員會主席 - 郭鍵勳，BBS，JP：國際復健組織社會委員會主席 - 梁挺雄，BBS，JP：前衞生防護中心總監 - 黃文鋭，MBE：前香港市政局助理局長 - 劉楚釗，GMSM，MH，JP：現任香港醫院管理局港島東醫院聯網總監 |

### 虛構的英皇学生
- 阿龙：電視劇《义不容情》中的角色。戲中冯耀明、丁有康的大学同学。

## 相關影視作品

### 電視節目
- 《香港：一個年代的終結》香港人（1997年）
- 《鏗鏘集》「何謂自願減班」（2011年）
- 《香港故事－百年樹人》平民名校 - 英皇書院（2013年）[126][註 58]

### 電視劇
- 《義不容情》

### 電影取景
- 《大追捕》
- 《情人盒子》

## 外部連結
- 英皇書院校網 （页面存档备份，存于）
- 英國國家檔案館網頁 （页面存档备份，存于）

22°17′04″N 114°08′25″E / 22.2844825°N 114.1402615°E